# Comtat Venaissin
1274–1791
Entités précédentes :
- Marquisat de Provence

Entités suivantes :
- France 
 →  Vaucluse

Le Comtat Venaissin (en latin : Pagus Vendascinus ; en occitan : Comtat Venaicin ou Coumtat Venessin) ou, par ellipse, le Comtat, est un ancien État pontifical. Il a été fondé au Moyen Âge en 1274 et a été totalement dissous le 14 septembre 1791.
80 communes actuelles composaient le Comtat Venaissin réparties entre le département de Vaucluse et le département de la Drôme. Ce qui correspond aujourd'hui à la partie sud du département de la Drôme pour 10 % d'entre elles, 90 % des communes concernant le Vaucluse qu'il recouvre presque entièrement, entre le Rhône, la Durance et le mont Ventoux, comprenant les villes de Rochegude, Bouchet, Carpentras, Vaison-la-Romaine, L'Isle-sur-la-Sorgue et Cavaillon.
Avignon était par ailleurs une cité-État depuis son rachat en juin 1348 par le pape Clément VI.
Il a donné son nom, en 2003, à la communauté d'agglomération Ventoux-Comtat Venaissin, en abrégé « COVE », dont le territoire s'étend sur approximativement un tiers du Comtat.
Les géographes, à la suite de Claudine Durbiano, distinguent le Comtat, région agricole actuelle, du Comtat Venaissin, entendu comme une région historique.

## Origine du Comtat Venaissin et de sa dénomination

### Les thèses en présence
Il y a deux thèses en présence :

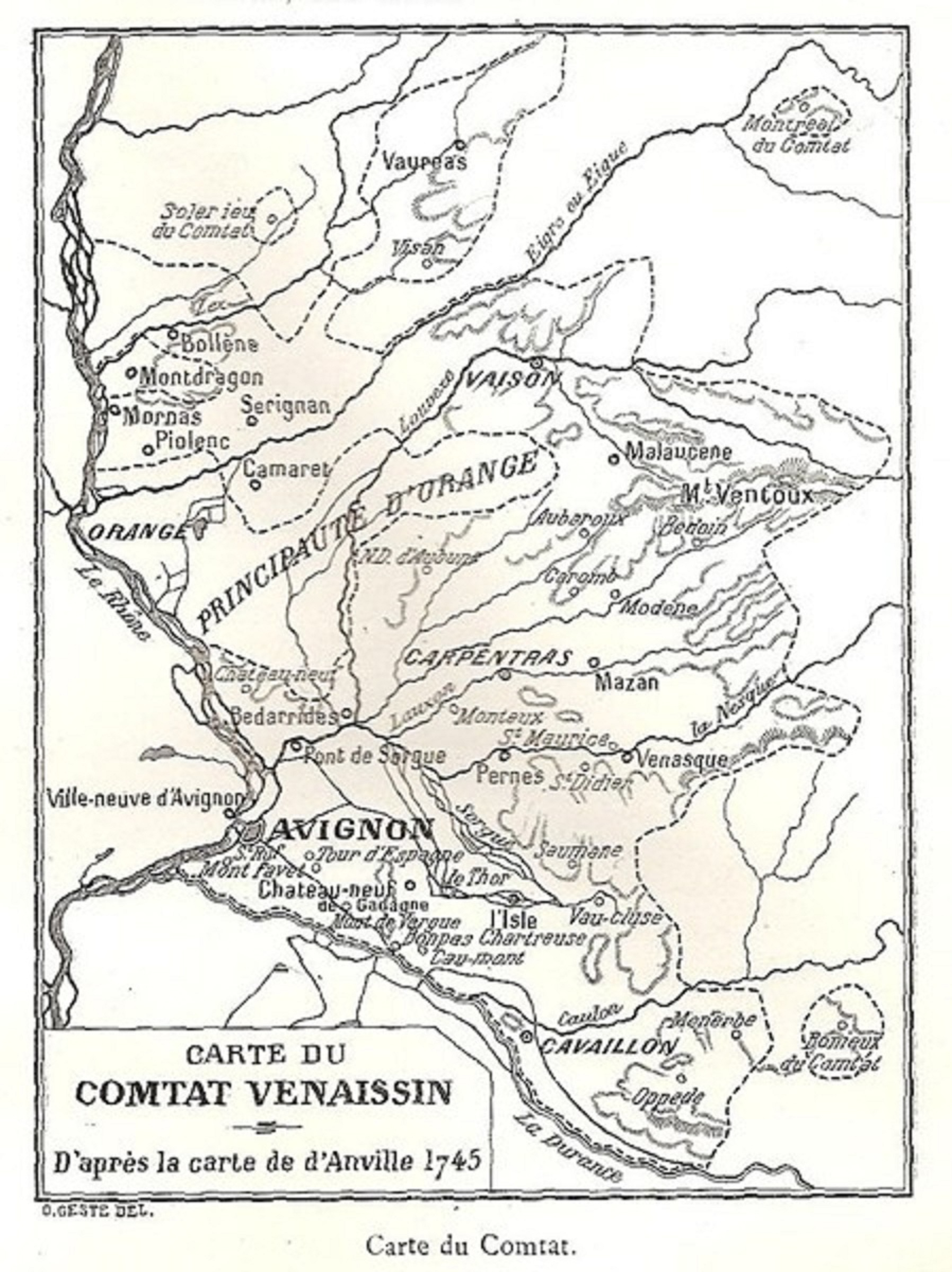
Carte du Comtat Venaissin, d'après d'Anville, 1745.

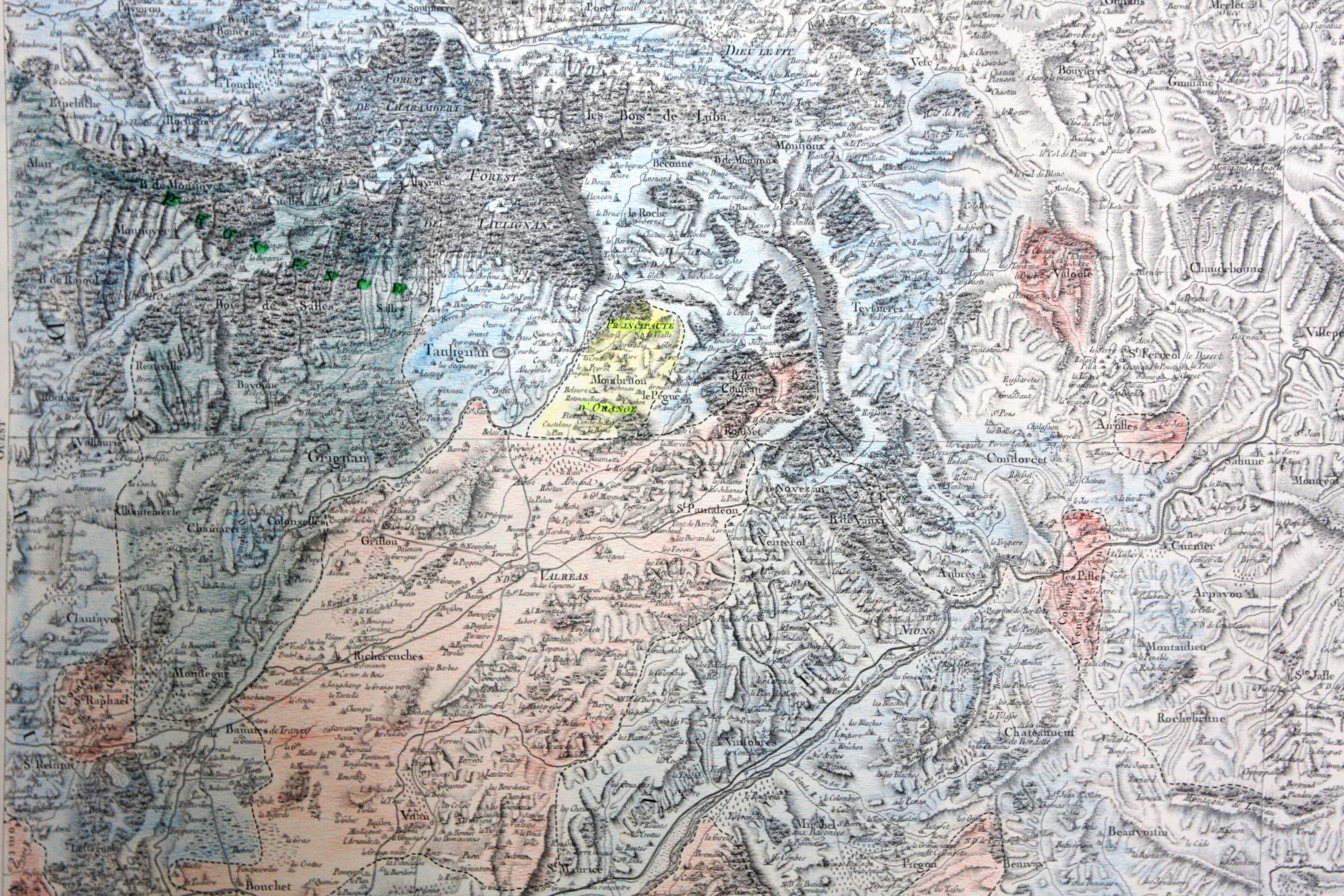
Agrandissement et coloriage d'une partie de la section 121 de la carte de Cassini, mettant en évidence (en rouge) les enclaves du Comtat Venaissin dans le bas-Dauphiné (ainsi que, en bleu, les enclaves provençales, et, en jaune, celles de la principauté d'Orange).

- celle de Bouche, Papon et A. Brun, popularisée par Amédée Thierry dans son Histoire des Gaulois (1828)[3] qui font dériver le Comtat Venaissin d’un comté de Venasque (Comitatus Vendacensis)[4] ;
- celle du jésuite Valladier, de Joannes Jansonnius et de Jules Courtet qui indiquent que le Comitatus Venicinus (Comtat Venaissin) est issu de Comitatus Avennicinus (Comtat d’Avignon)[5].

Déjà en 1601, André Valladier notait dans son Labyrinthe royal : « Nous trouvons encore en quelques-uns des anciens qu’Avignon se nommait Avennicus et en d’autres Avennica à tout bout de champ, d’où est venu le nom de Comitatus Avennicinus, et puis par une lettre tronquée Venicinus, en français le Comtat Venaissin que les indoctes notaires et greffiers depuis ont corrompu de cent façons. »
Toujours au XVIIe siècle, dans son Theatrum, le graveur Joannes Jansonnius sur la page ayant trait à Avignon notait « Le Comtat d’Avignon ou de Venisse ou Venaissin ».
Quant à Jules Courtet, par deux fois, en 1849 et en 1876, il justifia sa théorie en rappelant l’histoire d’Avignon et de son comté. Entre 1125 et 1195, cette cité devint une commune libre indivise entre les comtes de Provence et de Forcalquier. La croisade contre les albigeois et le traité de Meaux (mars/avril 1229) accéléra le processus de séparation entre Avignon et son ancien comté. Raymond VII, comte de Toulouse et marquis de Provence, dut le céder, après sa mort en 1249, à son gendre Alphonse, comte de Poitiers et de Toulouse, frère de Louis IX.
Puis Alphonse de Poitiers le laissa à son neveu Philippe III le Hardi qui ne le rendit au pape qu’en 1274. Le roi de France se réserva Avignon qu’il céda à Charles II d'Anjou, devenu comte de Provence, en 1290.

### Les arguments en faveur de chacune des hypothèses

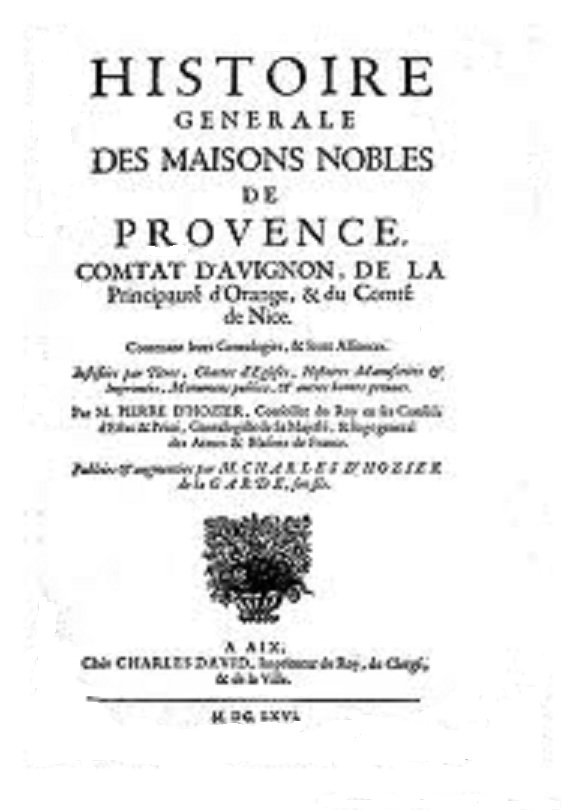
Pierre d'Hozier, Histoire générale des maisons nobles de Provence, du Comtat d'Avignon, de la principauté d'Orange et du comté de Nice, 1666.

Charles Rostaing, l’éminent toponymiste, dans son Essai sur la toponymie de la Provence, fait état des deux thèses en présence. À l’appui des partisans de Venaissin issu de Venasque, il cite deux actes du cartulaire de Saint-Victor de Marseille. La première charte (v. 274), datée de 1030, note in Comitatu Vendaxino, quant à la seconde (v. 1081), datée de 1067, elle signale un Commitatu Vennecensi. Mettant la charte 274 en parallèle avec le Testament d’Abbon daté de 730, qui cite in pago Vendascino, il suggère le glissement de sc en x. Aucun comté de Venasque n’ayant existé on peut penser à une erreur de scribe.
Jules Courtet, quant à lui, cite deux chartes plus anciennes rédigées sous le règne de Louis l’Aveugle, roi de Provence. Dans la première, datée de 898, ce roi fait don de Bédarrides « mansum in comitatu Vancensi » au prêtre Rigmond d’Avignon.
Puis le 16 mai 904, alors qu’il se trouve à Vienne et qu’il est devenu empereur, Louis l’Aveugle donne à Remigius, évêque d’Avignon « ad sedem Avinionensam ecclesiam in onore Sancti Stefani sacratum », tout le territoire compris entre la Sorgue et le Rhône dont une villa à Bédarrides « in comitatu Aveniocensi ».

### La référence à Amédée Thierry et à sonHistoire des Gaulois
Dans son tome II, l’historien signale que Domitius battit les Gaulois à Vindalium et explique en note : « Vindalium, c’est la ville de Venasque, autrefois capitale du Comtat Venaissin, auquel elle donna son nom ».
Il est exact qu’en -120/-121, une expédition, dirigée par Cnaeus Domitius Ahenobarbus et Quintus Fabius Maximus, paracheva la conquête de la future Provincia. Les Allobroges et les Voconces se heurtèrent aux légions romaines d’Ahenobarbus à Vindalium, mais ce site se trouve au Mourre du Sève, entre Sorgues et Vedène.
Jules Courtet rectifie la seconde erreur de cette courte note à propos de Venasque, capitale du Comtat Venaissin. « Il est vraiment fâcheux qu’un grave et docte historien comme M. Amédée Thierry ait, dans son Histoire des Gaulois légèrement admis une pareille assertion qui pourrait induire en erreur les personnes accoutumées à croire la parole du maître ». Ce fut le cas, puisque les auteurs plus modernes ont reproduit et continuent à reproduire ces indications erronées.

### Toponymie régionale
Le Comtat est noté en provençal : lou Coumtat Venessin / la Coumtat de Venisso / La Coumtat selon la norme mistralienne, principalement utilisée de nos jours dans le Vaucluse ou lo Comtat Venaicin / la Comtat selon la norme classique.

## Histoire

### Le Comtat Venaissin propriété des comtes de Toulouse
Maïeul, abbé de Cluny, est enlevé par les Sarrasins, en 972, au cours d'un raid depuis leur place-forte du Fraxinet située dans le Var près de Toulon. Les comtes de Provence Guilhem dit le Libérateur et Roubaud, avec l'aide de seigneurs provençaux et du marquis de Turin, libèrent la Provence des Sarrasins en les chassant définitivement du massif des Maures. Cette opération permit à Guillaume d'obtenir la suzeraineté de fait de la Provence et d'être nommé marquis en 975. La capitale du marquisat fut fixée à Arles. Toutefois, le titre de marquis était une simple dignité, circulant entre les descendants de Guilhem et de Roubaud, mais ne correspondant pas à un fief érigé en marquisat.

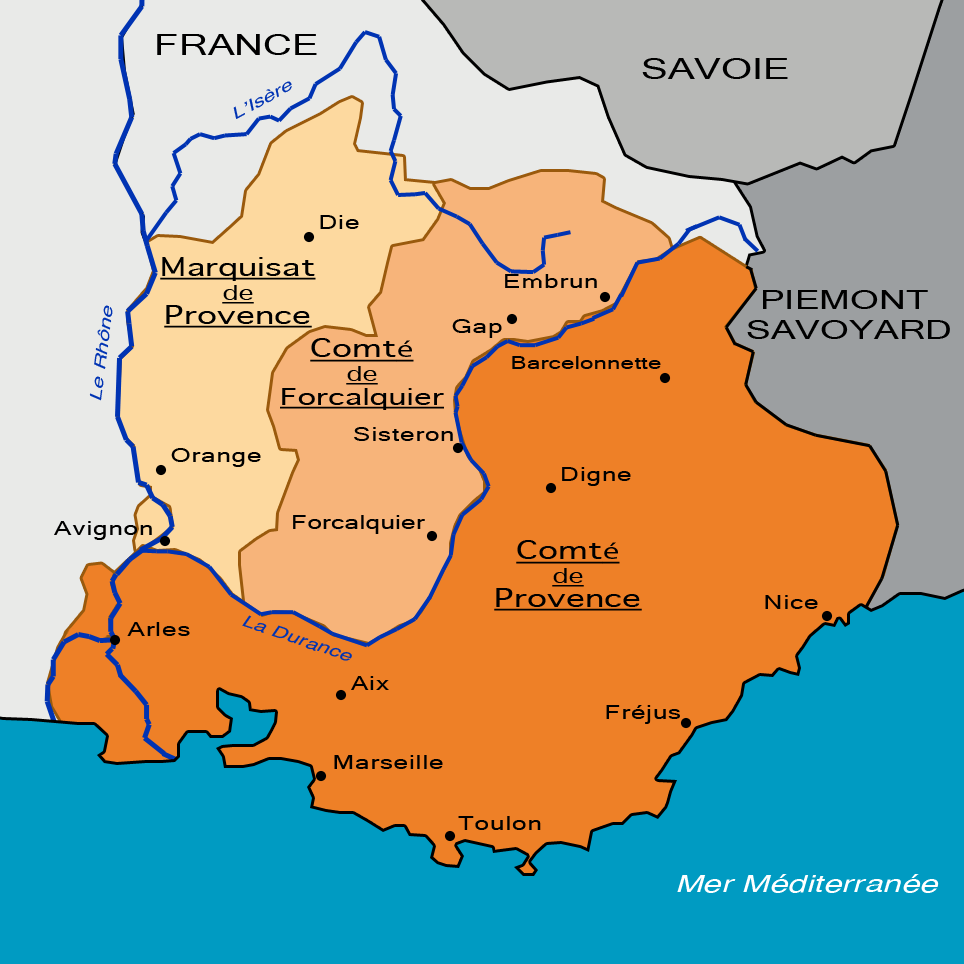
Carte des trois fiefs provençaux en 1125.

Le comté de Provence est possédé en indivision par Geoffroi II de Provence, son frère, Guillaume V Bertrand de Provence, et leur cousine, Emma de Provence. En 1019, Emma, comtesse de Provence, se maria avec Guillaume Taillefer, comte de Toulouse, transmettant les droits de la lignée de Roubaud à la maison de Toulouse. Le titre de marquis de Provence passa définitivement à cette maison à compter de 1093. En 1112, Douce de Provence, héritière des droits de la ligne de Guilhem le Libérateur épousa Raimond-Bérenger III, comte de Barcelone, qui devient Raimond-Bérenger Ier de Provence. Les maisons de Toulouse et de Barcelone entrèrent alors en conflit pour le marquisat. Un traité fut conclu, en 1125, entre Raymond-Bérenger et Alphonse Jourdain de Toulouse : par celui-ci, le comté de Provence fut divisé en un marquisat au nord de la Durance — attribué aux Toulouse — et un comté au sud, attribué aux Barcelone. La partie nord-est de la Provence a formé le comté de Forcalquier qui est revenu à Adélaïde de Forcalquier (ou Alix de Provence) à la mort de son père Guillaume V Bertrand de Provence vers 1067. Ce comté devint autonome au début du XIIe siècle. Toutefois, en 1193, le mariage d'Alphonse II de Provence avec Garsende de Sabran, petite-fille de Guillaume II, comte de Forcalquier, a permis l'unification du comté de Provence et de celui de Forcalquier.
Le marquisat comprend notamment la partie sud du marquisat en propriété propre, appelé aussi Comtat Venaissin, qui prit définitivement ce nom en 1274 ; ainsi que le comté d'Orange et celui de Valentinois.
À la suite de la croisade des Albigeois, le traité de Meaux-Paris (1229) est imposé à Raymond VII de Toulouse. Celui-ci entraîne la perte pour les comtes de Toulouse de leurs possessions le long du Rhône : les territoires à l'ouest du fleuve passent au roi de France alors que les territoires situés à l'est — le marquisat de Provence — doivent passer à la papauté. L’administration a été confiée par le légat du pape aux agents du roi de France. Le roi de France hésite à le voir passer à l'Église. Blanche de Castille demande au pape Grégoire IX la restitution du marquisat de Provence au comte de Toulouse en justifiant cette demande par le mariage du frère du roi avec la fille du comte de Toulouse et le roi de France ne veut plus garder les terres ayant appartenu au comte de Toulouse situées au rive gauche du Rhône. Le marquisat relevant du Saint-Empire romain germanique, c'est finalement l'empereur Frédéric II qui restitue le marquisat de Provence au comte de Toulouse en septembre 1234. L'empereur n'apprécie pas que le pape refuse de rendre au comte de Toulouse des terres qui font partie de son domaine et envoie des troupes pour aider Barral des Baux qui est le sénéchal du Comtat Venaissin pour le comte de Toulouse. Ce dernier reprend toutes les villes du Comtat entre 1236 et 1239. Frédéric II a renouvelé en décembre 1235 l'investiture du Comtat Venaissin au comte de Toulouse. Ce n'est qu'à la mort d'Alphonse de Poitiers, comte de Toulouse, par la suite de son mariage avec Jeanne, fille de Raymond VII comte de Toulouse, en 1271, mort sans descendance directe, que le marquisat passe au roi de France, Philippe III, qui le cède en 1274 au pape Grégoire X qui l'érige en Comtat Venaissin.

### Le Comtat Venaissin sous les papes d'Avignon

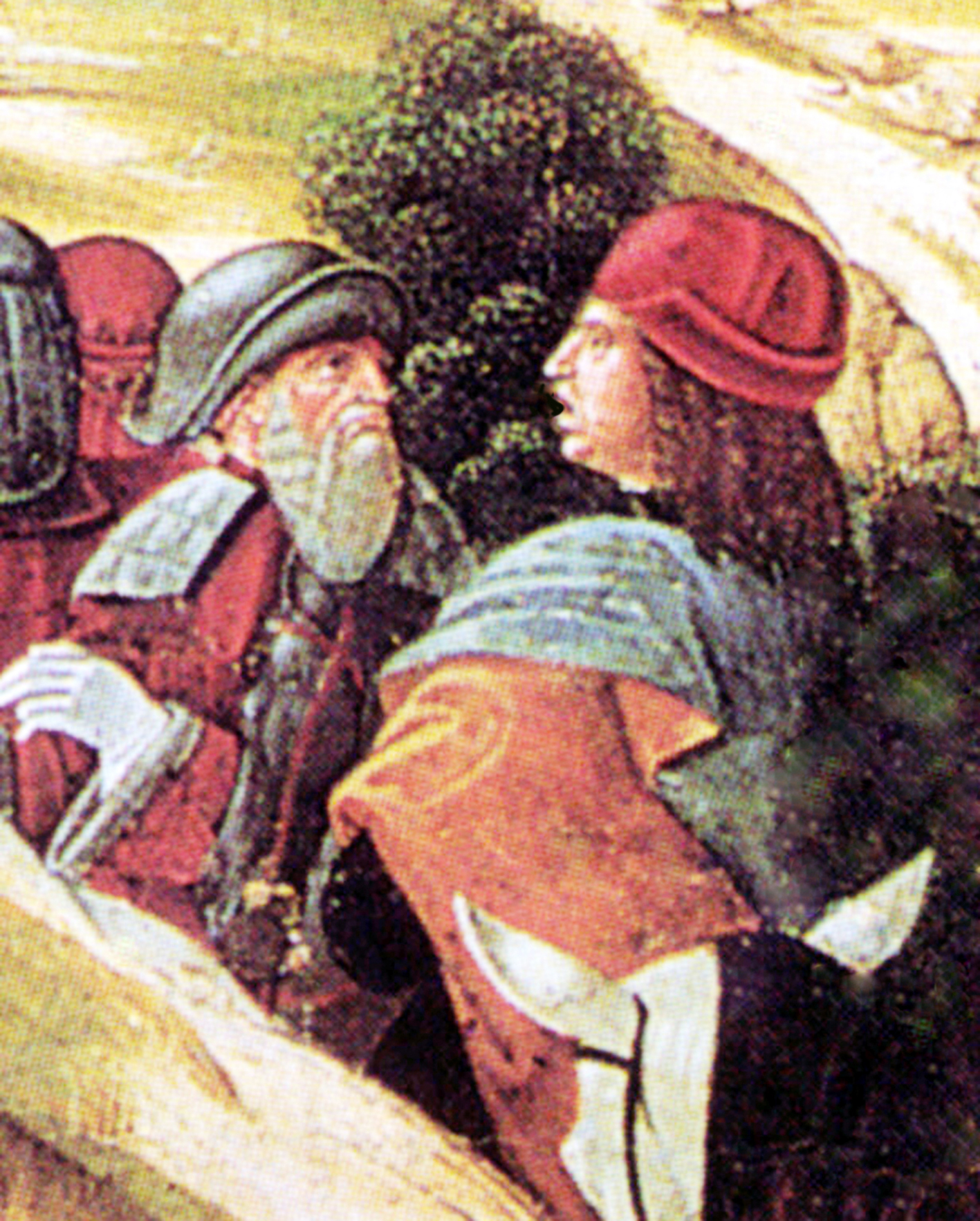
Juan Fernandez de Heredia et Raymond de Turenne, Capitaines des Armes du Comtat.

Le roi de France Philippe III le Hardi cède le Comtat au pape Grégoire X en 1274. Le pape Clément V établit sa Curie à Carpentras en 1313. La ville devint la capitale du Comtat quand le recteur Arnaud de Trian, neveu de Jean XXII, s'y installa en 1320. Trois ans plus tard, la plaine du Comtat Venaissin était devenue le grenier à blé de la papauté d'Avignon.
La reine Jeanne de Naples ayant vendu Avignon à Clément VI en 1348, les deux possessions pontificales de Carpentras et d'Avignon formèrent alors chacune un État distinct, frappant monnaie et battant pavillon.
Ses habitants étaient généralement exempts de taxes. Mais les Capitaines des Armes du Comtat que furent Juan Fernández de Heredia et Raimond de Turenne pouvaient, en fonction des nécessités, lever des impositions ou des aides.
Les papes étaient restés en Avignon de 1309 à 1404, mais seulement jusqu'en 1377 si on n'accepte que ceux reconnus officiellement par le Magistère de Rome.

### Les papes et les Juifs du Comtat
Dès la cession du Comtat à la papauté, les Juifs comtadins, associés à ceux d'Avignon où les papes résident de 1309 à 1377 et souvent appelés les « Juifs du pape », ont vécu une histoire différente de celle des Juifs de France, de par la politique originale des papes vis-à-vis des Juifs et ce jusqu'à la Révolution. En effet, la relative tolérance des papes permit aux Juifs comtadins de résider dans le Comtat et Avignon (avec de multiples restrictions), et à de nombreux Juifs de France d’échapper aux persécutions dont ils étaient victimes.
Toutefois, en 1322, Jean XXII expulse les Juifs du Comtat qui se réfugient en Dauphiné et en Savoie. Le pape fait jeter à bas les synagogues de Bédarrides, Bollène, Carpentras, le Thor, Malaucène, Monteux et Pernes. Cette expulsion est rapidement annulée, car le même pape, en 1326, lors du concile d’Avignon, impose aux Juifs que, dès l’âge de quatorze ans, les garçons soient contraints de porter la rouelle jaune et les filles, dès douze ans, de s’affubler d’un voile distinctif (cornalia ou cornu).

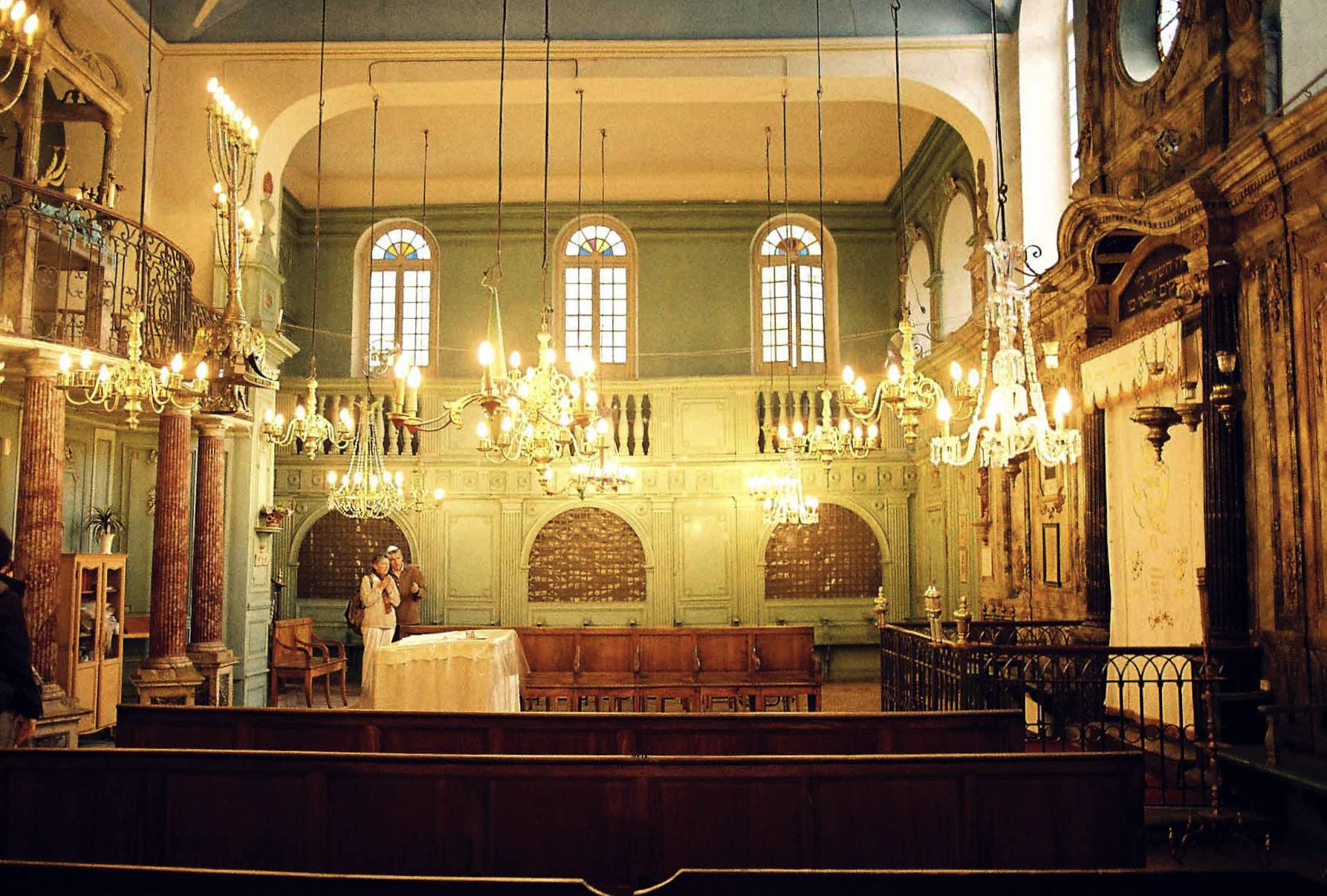
À Carpentras, la plus vieille synagogue de France.

À partir de la fin du XVIe siècle, les Juifs sont contraints de vivre dans une des quatre carrières comtadines. Ce sont les Arba Kehilot, les quatre saintes communautés d’Avignon, de Carpentras, de Cavaillon et de l’Isle-sur-la-Sorgue.
La plus vieille synagogue du sud de la France en service remonte pour ses plus anciens murs au XIVe siècle et se trouve à Carpentras. Elle fut construite dès 1361 avec l'accord de l’évêque Jean Roger de Beaufort, dit Flandrini, neveu de Clément VI et frère de Grégoire XI,. Six ans plus tard, le même évêque octroyait aux Juifs carpentrassiens le droit d'avoir leur cimetière.

### Les monnaies comtadines

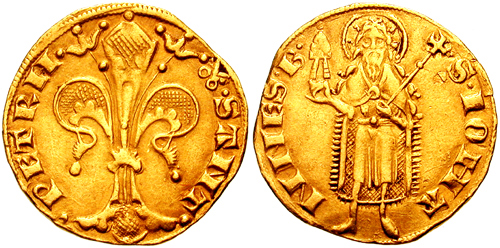
Florin frappé sous le pontificat d'Urbain V en usage dans les États pontificaux italiens, en Avignon et dans le Comtat Venaissin.

Les monnaies, frappées à l'effigie pontificale, furent en circulation dans le Comtat dès 1274. Une importante collection a été réunie par Joseph-Dominique d'Inguimbert (1683-1757), qui fut évêque du diocèse de Carpentras de 1735 à 1754. Il a fait don de son médailler à sa ville épiscopale où sont visibles florins d'or, gros d'argent, demi-gros d'argent, quart de gros d'argent, deniers de billon et oboles de billon.
À partir des quarts de gros jusqu'aux billons, le revers de la pièce est toujours frappé de la légende Comes Venesini au lieu de Sanctus Petrus.
Le premier atelier de frappe fut installé à Pont-de-Sorgues par Clément V et fonctionna jusque sous le pontificat d'Innocent VI. Il fut alors transféré à Avignon, dans l'actuelle rue Saluces, où il fut en service jusqu'à la Révolution.

### Les rois de France et les enclaves pontificales

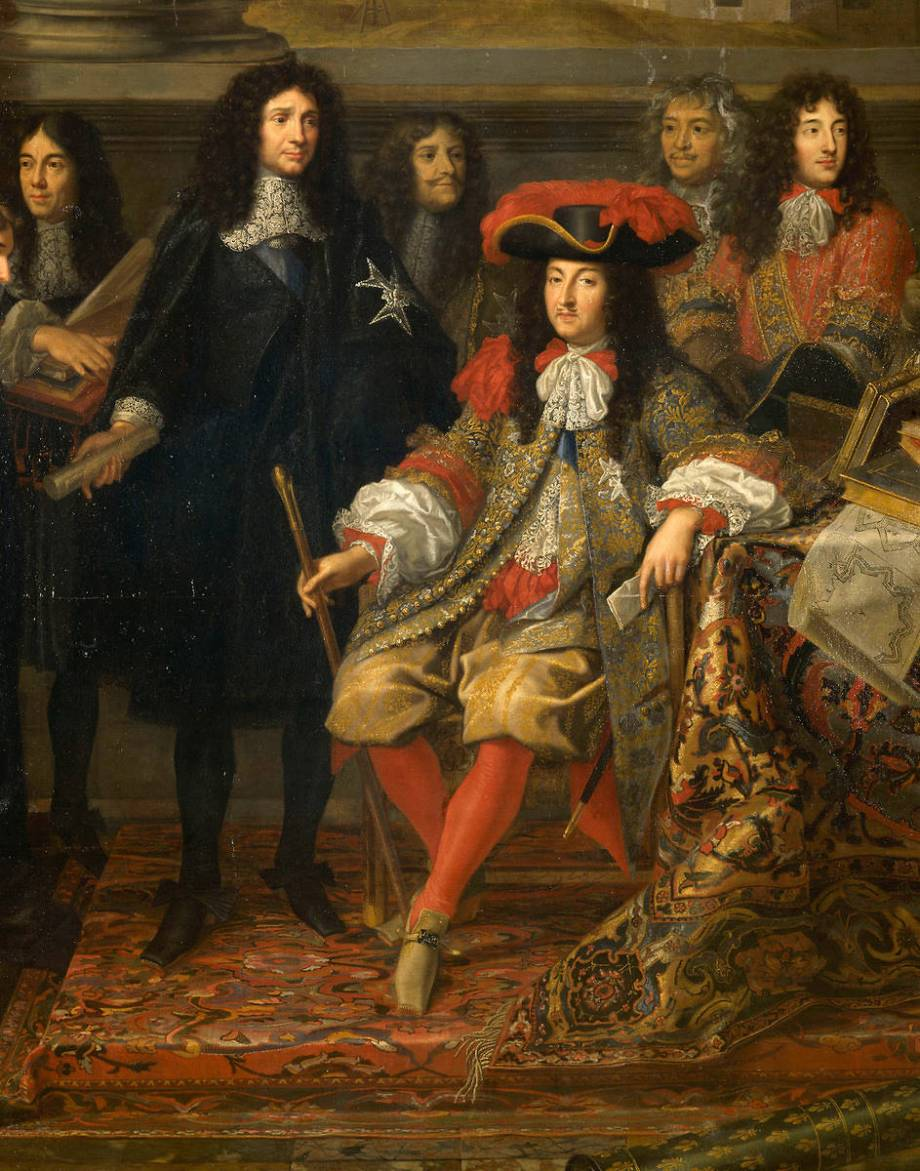
Louis XIV et Colbert par Charles Le Brun.

Les rois de France, tout au cours des siècles, firent pression sur l'économie des États pontificaux. Leur méthode ne varia guère au cours de leurs différents règnes avec la mise en place de droits de douane exorbitants.
En cas de crise aiguë entre Paris et Rome, l'entrée du blé français était bloquée. Résultat : les populations d'Avignon et du Comtat étaient aussitôt menacées de disette.
Certains tentèrent à plusieurs reprises d'annexer l'État pontifical : il fut notamment occupé à l'occasion de différends entre des rois de France et plusieurs papes en 1663, 1668, 1687-1688 lors de l'affaire de la régale, et de 1768 à 1774 pour faire pression sur le pape en vue de supprimer la Compagnie de Jésus.
Si le conflit entre Louis XIV et Innocent XI fut exemplaire, la tentative de Louis XV fut plus longue encore. En plus du droit de régale que le roi voulait imposer au pape s'était greffée l'affaire des jésuites chassés de France en 1764 et qui trouvaient trop facilement asile à Avignon. Ce fut le prétexte idéal pour faire entrer les troupes royales en Avignon et dans le Comtat (1768). L'occupation dura jusqu'en 1774, année où furent à la fois réglés par une bulle le sort des jésuites dont l'ordre fut supprimé (1773), et la question des évêchés français et de leurs bénéfices. Les décès presque simultanés du roi Louis XV et de Clément XIV facilitèrent le retour à la normale.
Avignon et le Comtat retournèrent dans le giron pontifical au grand dam des négociants avignonnais et des grandes villes comtadines qui virent leur négoce à nouveau "étranglé" par la réapparition des droits de douane. En réalité, il faut bien voir qu'indépendamment des tensions concernant les affaires religieuses, les relations commerciales entre ce petit pays et la Couronne de France étaient réglées depuis le concordat de mars 1734 sur la base d'une entente financière : Marie-Laure Legay a montré comment la Ferme générale s'immisça dans l'administration fiscale du Comtat Venaissin tout au long du XVIIIe siècle.

### Le mur de la Peste

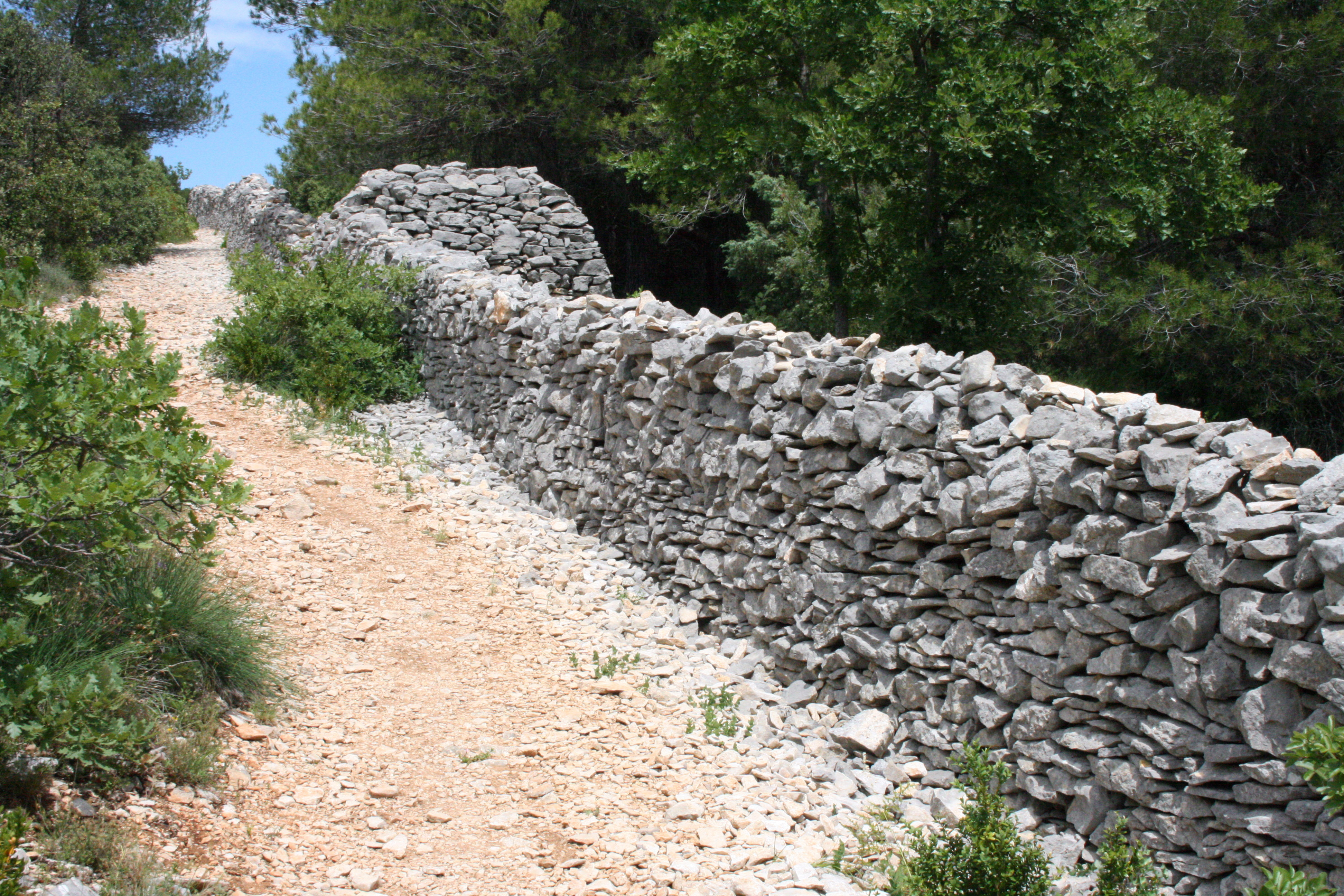
Mur de la peste à Cabrières-d'Avignon.

La construction du mur de la Peste, marquant physiquement une frontière entre une partie du Comtat Venaissin, l'État d'Avignon et la Provence française, fut l'un des épisodes les plus dramatiques des relations ambiguës entre la France et les États pontificaux.
Tout commença le 25 mai 1720 à Marseille. Le Grand Saint-Antoine, navire marchand affrété par l'échevin Jean-Baptiste Estelle arriva dans le port avec une cargaison d'étoffes et de soieries devant être vendue à la prochaine foire de Beaucaire. En dépit de morts suspectes survenues sur ce bâtiment, l'échevin réussit à faire écourter la quarantaine de sa marchandise et commença à vendre ses tissus sur place.
Le 20 juin, le premier cas de peste fut déclaré en ville. On minimisa et ce ne fut qu'après la foire de Beaucaire, le 20 juillet, que l'annonce officielle du fléau fut faite. Une ligne sanitaire fut mise en place dès le début septembre le long de la Durance. La troupe fut mobilisée pour monter la garde jour et nuit empêchant toute traversée des gens et des marchandises.
Restait à régler le cas des enclaves d'Avignon et du Comtat en terre de France. Le 14 février 1721, à Mazan, se réunirent les autorités pontificales et le comte de Médavy, lieutenant-général du roi en Dauphiné. Ils décidèrent la construction d'un mur entre Cabrières-d'Avignon et Monieux. Les sujets du pape devaient en assurer seuls l'édification.
Pendant cinq mois, cinq cents hommes élevèrent une muraille de pierres sèches sur une hauteur de 1,90 m. Elle s'étendit sur trente-six kilomètres de long et fut flanquée de quarante guérites, de cinquante postes de garde et de vingt-et-un enclos. Un millier de soldats comtadins commencèrent à monter la garde à la fin juillet. Inutilement car en août la peste se déclara à Avignon. Du coup les troupes du régent remplacèrent celles du pape le long du mur de la Peste et le Comtat ne fut plus ravitaillé que par quelques rares « barrières » dont celle de la tour de Sabran.
La Grande Peste sévit encore jusqu'au 2 octobre 1722 à Avignon et les dernières barrières furent levées le 1er décembre. Il y avait eu au moins 126 000 morts dans la Provence, le Languedoc et le Comtat Venaissin.

### Le rattachement du Comtat Venaissin à la France

#### La disette de 1789 dans le Comtat
La disette dans le Comtat existait à l'état endémique. Un déficit de récolte suffit pour mettre le feu aux poudres. Au cours du mois de mars, les greniers d'Avignon furent pillés et à Carpentras le blé fut vendu à un cours forcé imposé par les acheteurs, ce qui évita les émeutes.
La prise de la Bastille, le 14 juillet à Paris, provoqua, dans la seconde partie du mois, la Grande Peur dans toutes les provinces françaises. Le Comtat n'y échappa point et des milices bourgeoises furent créées.
Le 7 août 1789 à Avignon, le vice-légat Philippe Casoni fit savoir qu'il acceptait de recevoir des cahiers de doléances. Deux jours plus tard une émeute éclata à Carpentras contre les impôts ; le recteur Christiforo Pieracchi promit immédiatement l'allègement des taxes. Au même moment, les villageois du Barroux contraignirent leur seigneur à arborer la cocarde tricolore. Le 26 août 1789, à Mazan, les habitants dénoncèrent les abus de l'administration pontificale.
Tandis que des troubles éclataient à nouveau à Avignon au début du mois de septembre, le 14 de ce mois à Vaison-la-Romaine, quatre cents paysans en armes s'emparèrent des portes de la cité. Face à la flambée de la colère, lors de l'Assemblée générale du Comtat à Carpentras, plusieurs délégués des villes et villages insistèrent pour que fussent convoqués les états généraux.
Ce fut dans cette ambiance que l'on apprit que le 12 novembre, à Paris, Bouche, l'un des députés de la Provence, était monté à la tribune de l'Assemblée nationale pour déposer une motion demandant la restitution d'Avignon et du Comtat Venaissin à la France. Si cette proposition souleva l'enthousiasme des Avignonnais, elle fut fort mal reçue par les notables du Comtat. L'un d'eux, le baron de Sainte-Croix, seigneur de Mormoiron et fervent papiste, intervint à l'Assemblée générale le 25 novembre, en s'opposant vivement au rattachement. Il eut le soutien d'une majorité de délégués.

#### Carpentras et Avignon s'opposent sur le rattachement
À Avignon, le 3 février 1790, plusieurs milliers de personnes envahirent le palais des papes où résidait le vice-légat. Leur mobilisation contraignit Philippe Casoni à libérer Molin et l'avocat Peyre qu'il avait fait emprisonner.
La convocation des états généraux du Comtat restant à l'ordre du jour, un accord intervint avec le recteur, le 25 mars, en vue des élections des délégués. À Avignon, dans le même temps, se déroulaient les premières élections municipales. En dépit de nombreuses abstentions, elles virent la victoire des patriotes.
Tandis qu'à Vaison durant tout le mois d'avril des affrontements violents opposèrent papistes et partisans d'Avignon, ce fut le 12 de ce même mois que se déroulèrent les élections pour les états généraux. Ceux-ci tinrent leur première réunion à Carpentras le 24 mai.
Trois jours plus tard, les délégués décidèrent que les États seraient désormais l'Assemblée représentative du Comtat Venaissin. Ils venaient de mettre un terme à quatre siècles de jurisprudence pontificale.
Comme l'a souligné René Moulinas « En dépit du parallélisme apparent de leurs démarches, la municipalité d'Avignon et les États du Comtat restaient animés d'un esprit très différent dû en particulier au recrutement social de leurs principales vedettes. À Avignon, les meneurs étaient des roturiers, des négociants, des hommes de loi ou des maîtres artisans et des boutiquiers très proches du peuple. En revanche, à Carpentras, les rôles de ténors étaient tenus par des membres de l'aristocratie ».

#### Les troubles entre juin et décembre 1790
La situation à Avignon se radicalisa rapidement. Le 10 juin, les patriotes accusèrent les aristocrates de comploter contre la municipalité. Le lendemain, trois d'entre eux, convaincus de trahison furent pendus. Le 12 juin, après un vote de la municipalité, le vice-légat fut informé officiellement de la demande du rattachement d'Avignon à la France. Philippe Casoni se réfugia aussitôt à Carpentras où il allait cumuler les charges de vice-légat et de recteur du Comtat.
Mais à Paris l'Assemblée nationale, mise devant le fait accompli, réserva sa réponse à la demande de rattachement pour ne pas froisser le pape et rompre ses relations avec le Saint-Siège.
Le mois de juillet fut consacré aux élections municipales dans toutes les communes comtadines. L'antagonisme entre Avignon et Carpentras marqua cette campagne électorale : à Malaucène, le 4 juillet, pour mettre un terme à l'émeute dont les meneurs étaient accusés d'être des émissaires d'Avignon, des milices voisines furent appelées en renfort ; le 11, des heurts éclatèrent au Thor entre pro-Avignonnais et papistes ; le 13, Cavaillon fut occupée par l'armée de l'Assemblée représentative du Comtat.
À la fin du mois chaque commune avait élu son maire qui, généralement, fut installé après la célébration d'un Te Deum à l'église paroissiale.
Alors que le 12 septembre, le Courrier d'Avignon avait publié un article indiquant que le pape déclarait la nation française schismatique si le roi donnait son aval à la Constitution civile du clergé, un mois plus tard, le 15 octobre, le conseil municipal d'Avignon confisquait l'argenterie des églises. L'arrêté municipal avait été pris pour la transformer en numéraire et servir à soulager les pauvres et à subvenir aux besoins de la ville.
Si le mois de novembre fut marqué par une inondation à Avignon, celui de décembre vit la mise en place de grandes manœuvres. Le Carpentrassien Raphaël, un des notables de la capitale du Comtat, rejoignit Avignon, dès le 1er du mois. Au cours de la semaine qui suivit, La Villase, maire de Vaison, et son ami le notaire Anselme furent accueillis par le Club des Amis de la Constitution d'Avignon. Il n'était question que de provoquer dans le Comtat une réunion des citoyens favorables au rattachement à la France.

#### La guerre entre Avignon et Carpentras

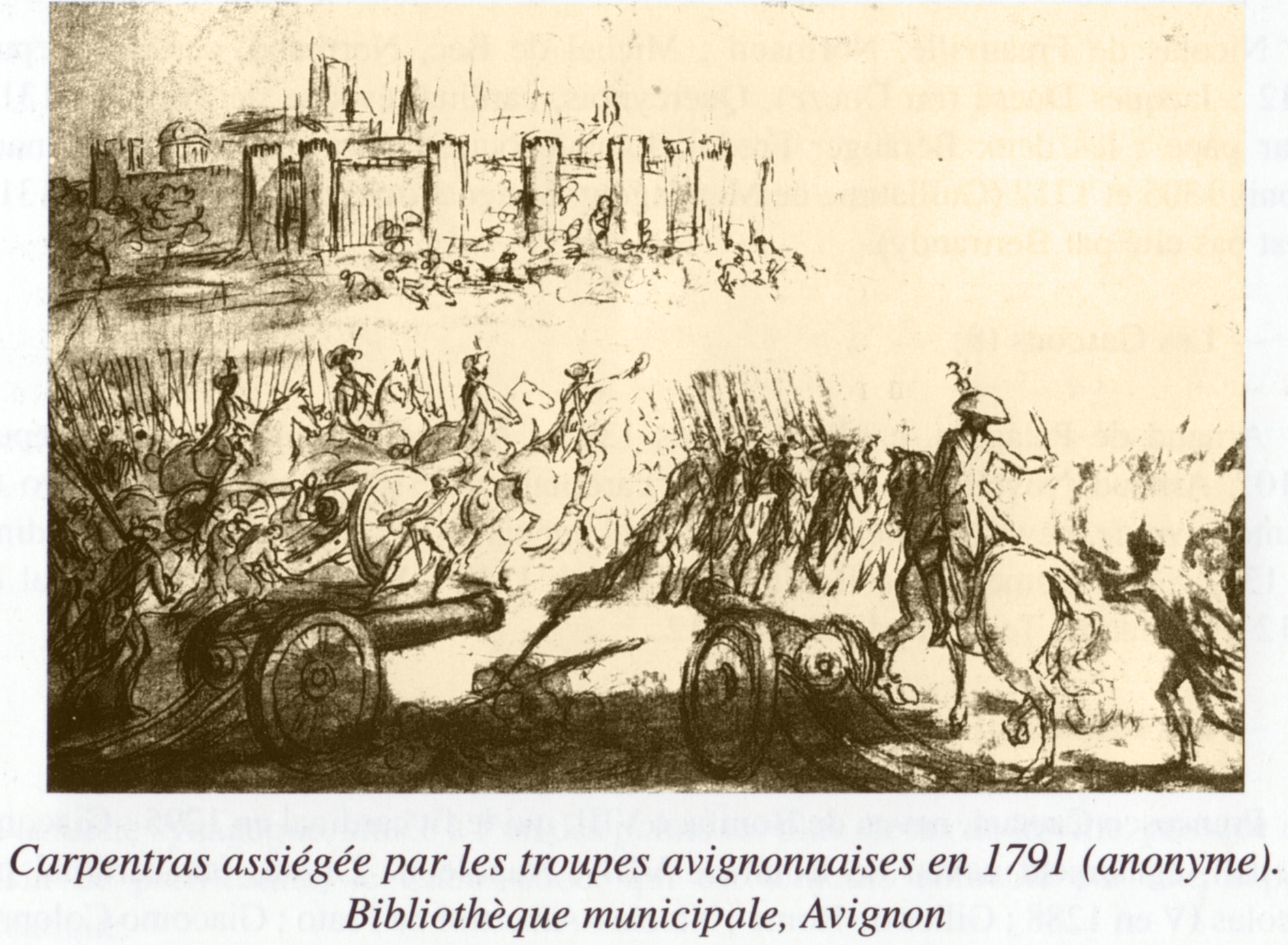
L'armée avignonnaise assiège Carpentras (1791).

Le 2 janvier 1791, alors qu'à la suite de l'intervention des Avignonnais contre Cavaillon, les communes comtadines arboraient les trois couleurs, l'Assemblée représentative du Comtat, de plus en plus disqualifiée, suspendait ses travaux.
Le 14, les Carpentrassiens se soulevaient contre les papistes, tenaient une assemblée dans la cathédrale Saint-Siffrein et demandaient leur rattachement à la France. Ils furent soutenus par l'Armée d'Avignon qui, dès le 20 janvier, vint mettre le siège devant la capitale du Comtat. Mais pluie et neige obligèrent à le lever.
Au cours du mois de février, le mouvement fit tache d'huile. Le 7, vingt-cinq communautés comtadines, réunies dans la cité des papes, demandèrent leur rattachement à la France. Le principe de former un département fut adopté, il devait avoir pour nom Vaucluse et son chef-lieu serait Avignon.
À Carpentras, en revanche, les habitants tentèrent d'établir un petit État indépendant, qui réaliserait chez lui les réformes de l'Assemblée constituante française, mais sans accepter de le réunir à la France. En avril 1790, sans l'accord du pape, mais en reconnaissant son autorité, ils se réunirent en assemblée et réformèrent le gouvernement : le pape y était reconnu comme souverain constitutionnel. Avignon, française depuis peu, chercha alors à forcer Carpentras à entrer dans la République française. Carpentras résista à deux sièges successifs menés par les Avignonnais.

#### Le droit des peuples à disposer d'eux-mêmes

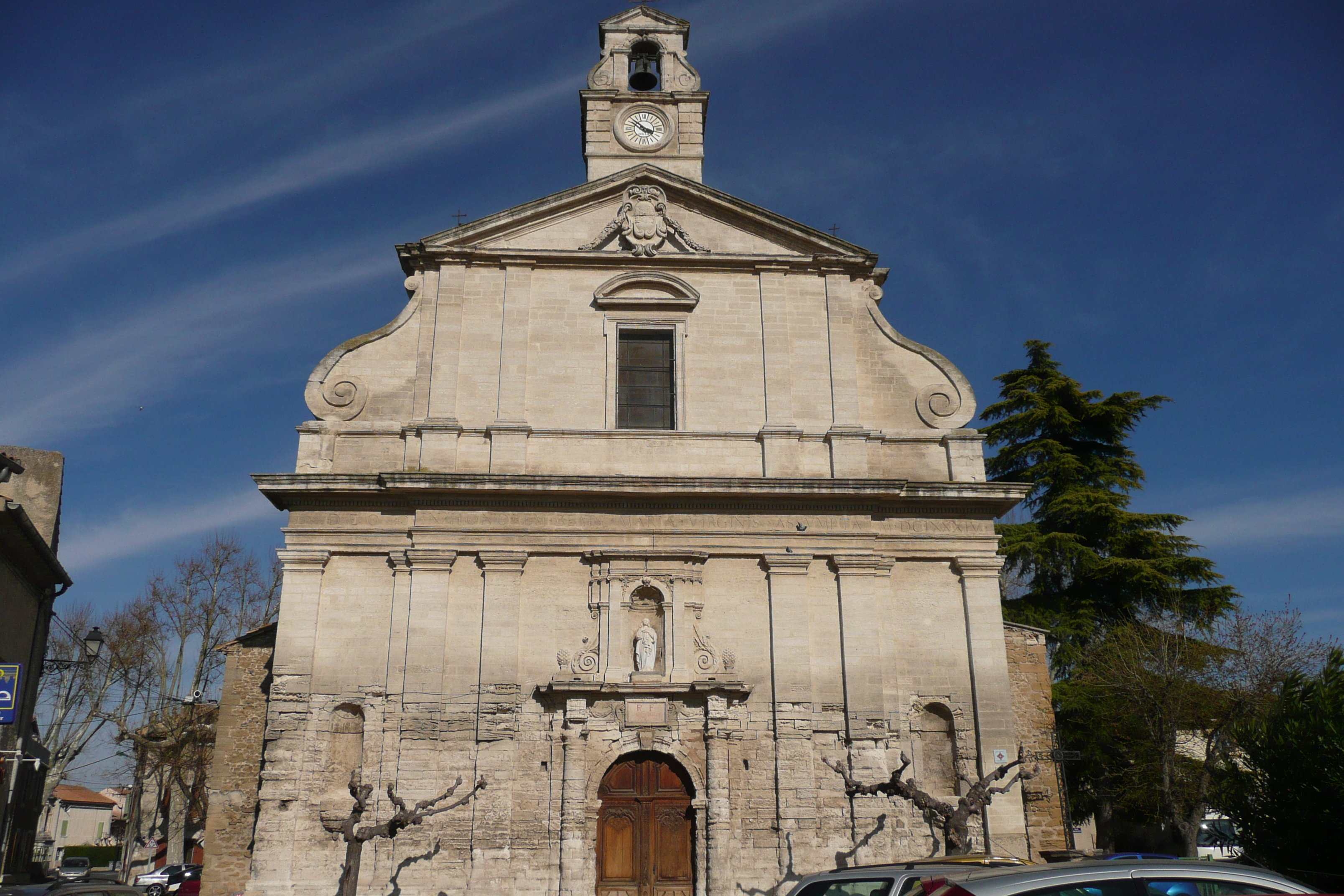
L'église Saint-Laurent de Bédarrides dans laquelle fut voté le rattachement du Comtat Venaissin et d'Avignon à la France.

Le 18 août 1791, en l'église Saint-Laurent de Bédarrides, fut décidé par les députés de chaque commune le rattachement du Comtat Venaissin à la France. Cet acte est considéré comme l'un des premiers exprimant le droit des peuples à disposer d'eux-mêmes.
L'Assemblée nationale de France chargea alors trois commissaires, Raymond de Verninac-Saint-Maur, Lescène-des-Maisons et l'abbé Mulot, d'aller sur place.

### L'incorporation à la France
Le 14 septembre 1791, l'Assemblée nationale constituante française prit, sur la proposition du député Armand-Gaston Camus, un décret portant « incorporation à l'Empire français » des « deux États réunis d'Avignon et du Comtat Venaissin ». Sanctionné par Louis XVI le jour même, la loi portait réunion d'Avignon et du Comtat Venaissin à la France.
Le 23 septembre 1791, l'Assemblée nationale constituante prit un décret « portant organisation provisoire des ci-devant États d'Avignon et du Comtat Venaissin », sanctionné par Louis XVI le 2 octobre suivant.

### La création du département de Vaucluse

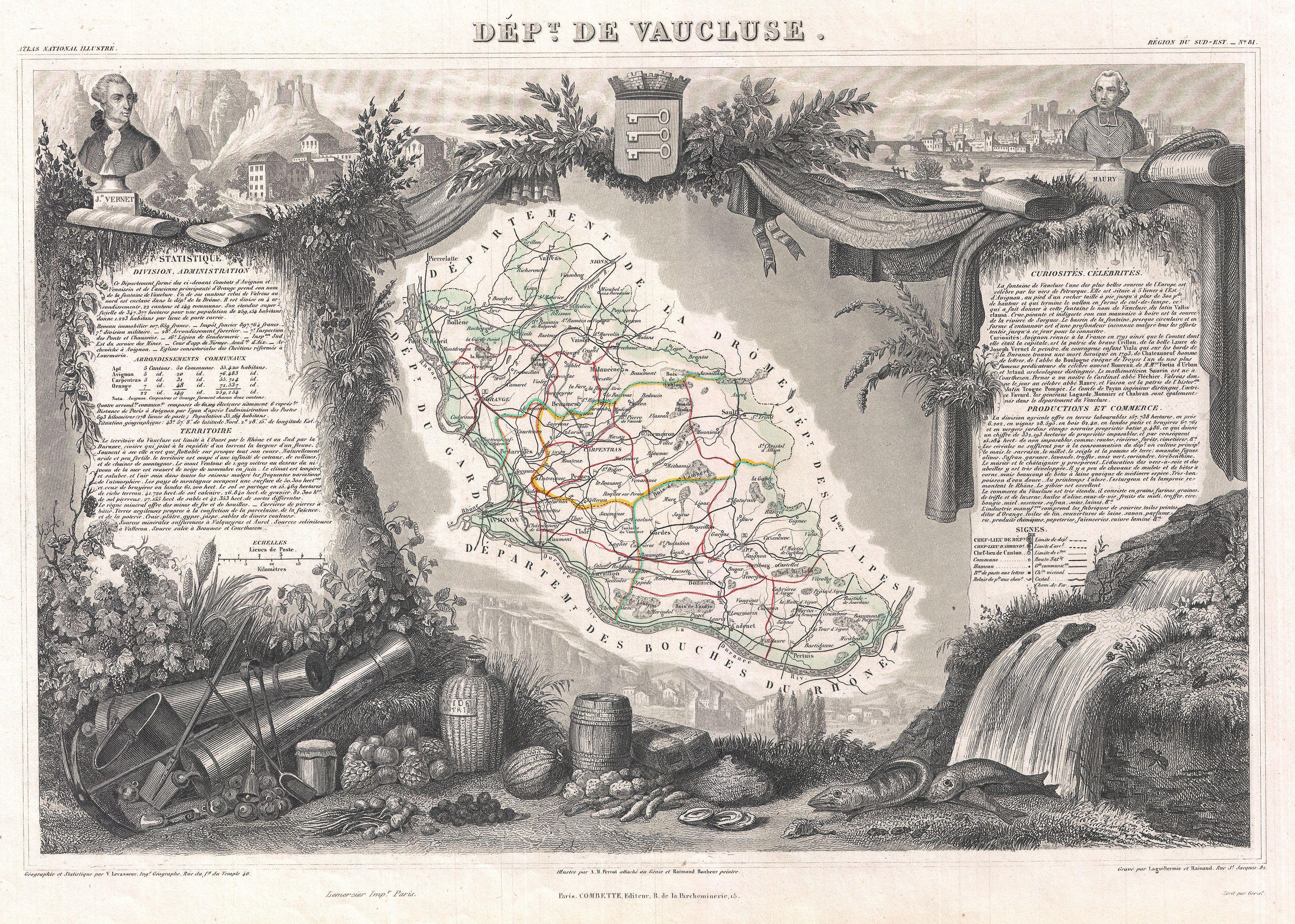
Carte de Vaucluse, par Levasseur en 1852.

Le 25 juin 1793, la Convention nationale française prit un décret « relatif à la formation d'un 87e département, sous la dénomination de département de Vaucluse ».
Le département de Vaucluse fut ainsi définitivement constitué par la réunion de la cité-État d'Avignon, du Comtat Venaissin incluant l'enclave des papes dans la Drôme devenue le canton de Valréas, des principautés d'Orange et de Mondragon, de la viguerie d'Apt et le comté de Sault.
Le nouveau département se vit supprimer cinq évêchés sur six : Carpentras, Cavaillon, Apt, Orange et Vaison, seul resta l'archevêché d'Avignon.
Le pape Pie VI, sous la menace d'invasion des autres États de l'Église par les armées françaises menées par le général Bonaparte, signe le traité de Tolentino, le 19 février 1797.

## Limites historique et géographique

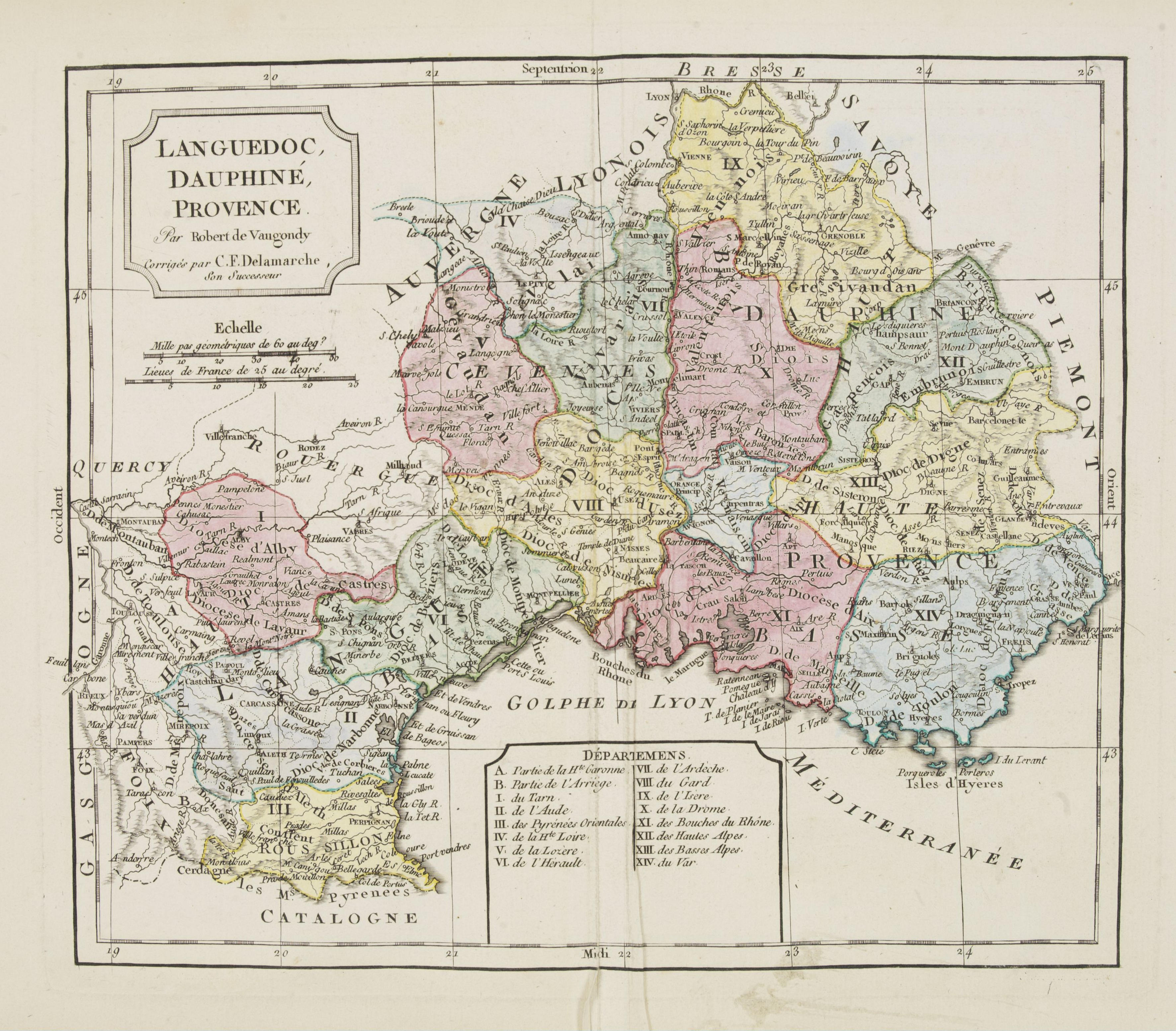
Carte du Languedoc-Dauphiné-Provence, par R. de Vaugondy et Delamarche 1794-1806 montrant le Comtat Venaissin alors que le département de Vaucluse est créé depuis 1793.

Le Comtat dans ses limites du XVIII et les communes et départements actuels.

Bonnieux, devenu une enclave pontificale en Provence, fut élevé, en 1274, au rang de lieu-chef d’une viguerie comprenant Cabrières-d'Avignon, Maubec, Ménerbes, Oppède, Robion, les Taillades et une partie de Saint-Saturnin-lès-Apt.
Furent toujours exclus du Comtat — outre l'État d'Avignon — la principauté d'Orange et celle de Mondragon. Cette dernière appartenait au titulaire du siège de l'archidiocèse d'Arles. Mais étaient rattachés au Venaissin un certain nombre de « terres adjacentes » ou enclaves en Dauphiné ou en Valentinois dont les villes de Montélimar (en partie) et de Pierrelatte.
Neuf communes, aujourd'hui incorporées dans la Drôme, étaient des enclaves pontificales : Aubres, Bouchet, Eyroles, Les Pilles, Rochegude, Rousset-les-Vignes, Saint-Pantaléon-les-Vignes, Solérieux et Valouse. Lors du rattachement du Comtat à la France le refus de Rochegude d'être une commune de Vaucluse créa l'Enclave des papes (Valréas, Grillon, Visan et Richerenches).
A contrario, les communes de Saint-Léger-du-Ventoux, Brantes et Savoillan (enclaves pontificales de la vallée du Toulourenc) demandèrent leur rattachement au Vaucluse. Lui furent aussi intégrées celles de Saint-Romain-en-Viennois (en coseigneurie entre le pape et le dauphin) et de Saint-Marcellin-lès-Vaison qui appartenait en totalité au dauphin.

## Géographie
Entre Rhône et Durance, les monts de Vaucluse, formés de plusieurs petits massifs, cernent la plaine du Comtat. À l'ouest se situe le chaînon des Dentelles de Montmirail, qui culmine à 730 mètres à la crête de Saint-Amand, tandis qu'au nord, le mont Ventoux surplombe le Comtat du haut de ses 1 912 mètres. Au sud, indépendant des monts de Vaucluse, le Petit Luberon forme une barrière naturelle qui s'élève jusqu'à 726 mètres au Mourre de Cairas.

### Démographie
En 2012, neuf localités du Comtat (voir liste ci-dessous) dépassaient les 10 000 habitants.
| Ordre | Villes               | Département | Population municipale (2012) |
| ----- | -------------------- | ----------- | ---------------------------- |
| 1     | Carpentras           | Vaucluse    | 28 520                       |
| 2     | Cavaillon            | Vaucluse    | 25 289                       |
| 3     | L'Isle-sur-la-Sorgue | Vaucluse    | 18 902                       |
| 4     | Sorgues              | Vaucluse    | 18 473                       |
| 5     | Le Pontet            | Vaucluse    | 17 002                       |
| 6     | Bollène              | Vaucluse    | 14 131                       |
| 7     | Monteux              | Vaucluse    | 11 436                       |
| 8     | Vedène               | Vaucluse    | 10 640                       |
| 9     | Pernes-les-Fontaines | Vaucluse    | 10 429                       |

### Orographie

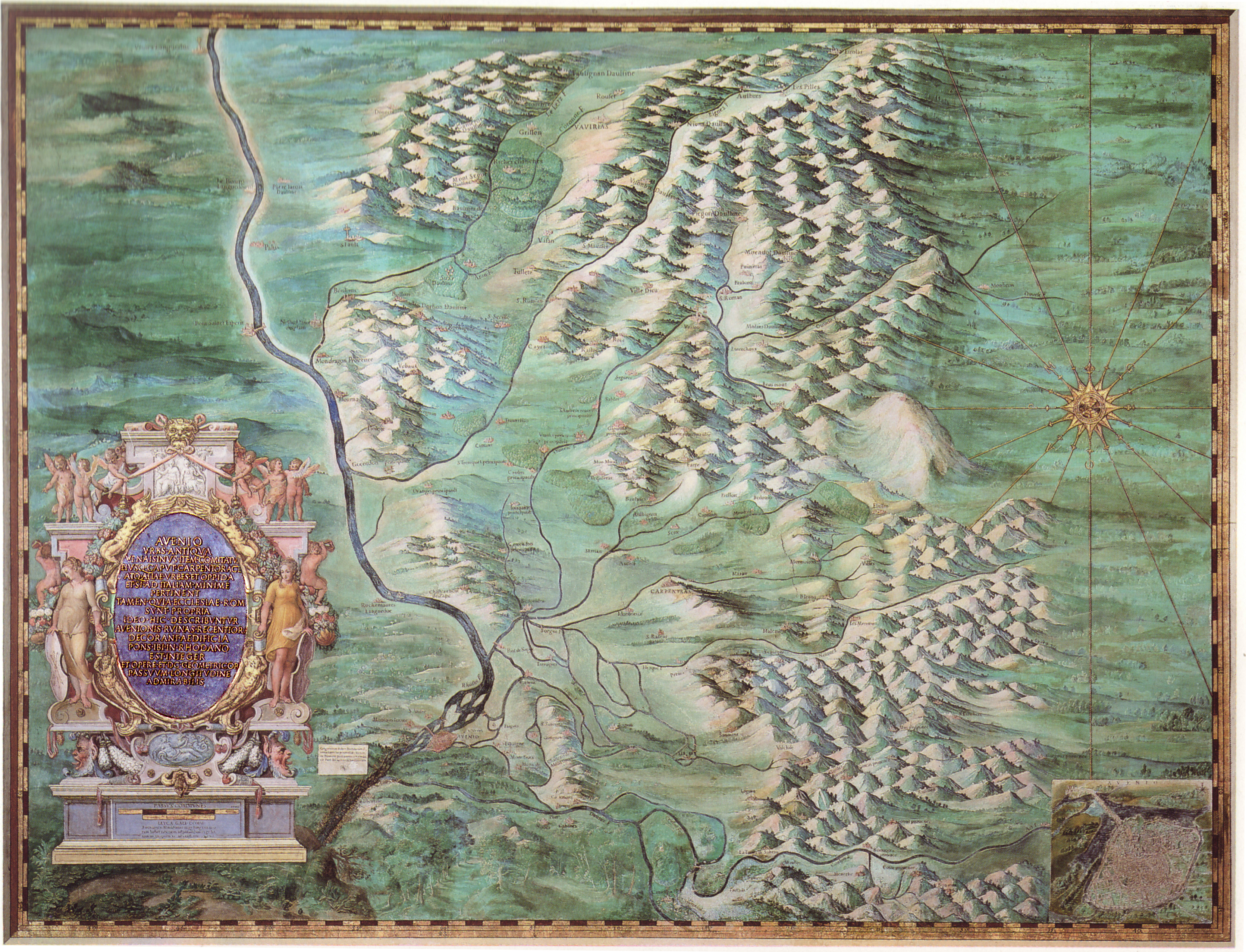
Fresque de la galerie du Vatican montrant les rivières et montagnes du Comtat vues par Ignazio Danti (1580-1583).

La plaine du Comtat est installée dans le bassin d'effondrement de la mer vocontienne dont on retrouve encore les paléorivages sableux de Faucon à Bédoin en passant par Sablet, la bien nommée.
Dominé par la face sud du Ventoux qui, du mont Serein et des hauteurs du Comtat, descend par une succession de replats et de collines jusqu'aux Dentelles de Montmirail, ce bassin a été comblé par les alluvions du quaternaire avec des dépôts variant de 20 à 80 mètres.
Les monts de Vaucluse, masse calcaire creusée de dolines et d'avens, sont le prolongement naturel du Ventoux et n'en sont séparés que par les profondes gorges de la Nesque.

### Hydrographie
Cette plaine est irriguée dans sa partie septentrionale par le Toulourenc, l'Hérin et l'Eygues, dans sa partie centrale par la Nesque, l'Auzon et l'Ouvèze, dans sa partie méridionale par les différents bras de la Sorgue et le Calavon qui, dès son entrée en Comtat, prend le nom de Coulon.

#### Sorgue

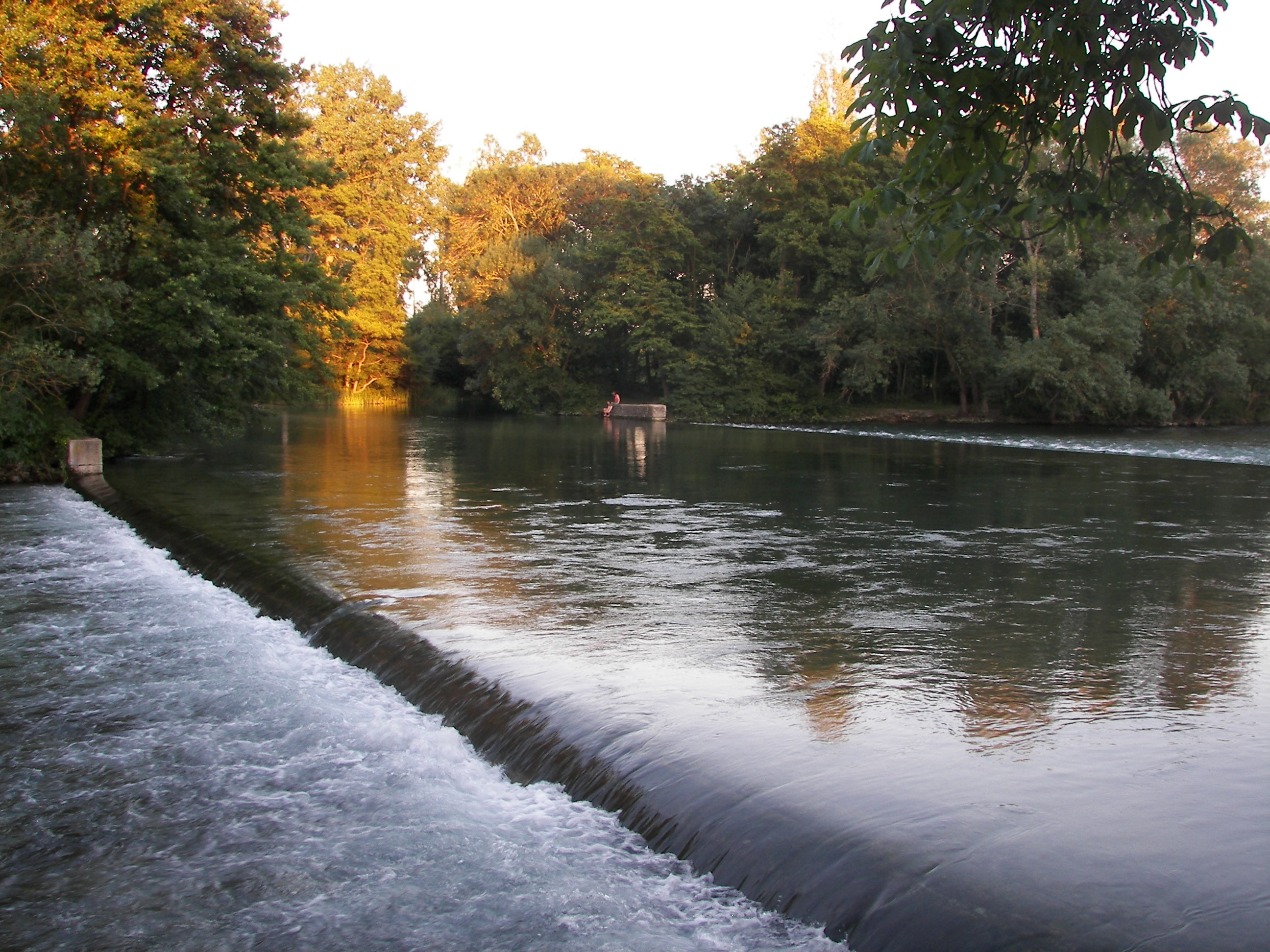
Le partage des eaux de L'Isle-sur-la-Sorgue.

La Sorgue prend sa source dans la commune de Fontaine-de-Vaucluse (Vaucluse) en sortant de la fontaine de Vaucluse qui est la plus grosse résurgence de France et la cinquième plus grosse du monde. La Sorgue se partage d’abord en deux en amont de L'Isle-sur-la-Sorgue au niveau du partage des eaux. Elle crée dès lors le « bassin des Sorgues » à partir de deux grands bras, la Sorgue de Velleron et la Sorgue d'Entraigues. Ceux-ci se subdivisent en plusieurs dizaines de cours aux noms différents : Sorgue de Monclar, Sorgue du pont de la Sable, Sorgue du Travers, Sorgue du Moulin-Joseph, Sorgue de la Faible, Sorgue des Moulins, Sorgue du Trentin, etc.
Le débit de la rivière est de type pérenne, régime atypique en zone méditerranéenne. Sa moyenne est de 18,3 m3/s et sa variation n'est que de + 5,09 m3/s pour les plus hautes eaux, en mai, pour atteindre - 9,82 m3/s pour les plus basses au mois de septembre.

#### Ouvèze
L'Ouvèze prend sa source dans la montagne de Chamouse, près de Somecure, située dans le massif des Baronnies dans le Sud-Est de la Drôme. Elle coule vers l'ouest en passant à Montguers, Buis-les-Baronnies, Pierrelongue, Mollans-sur-Ouvèze, Bédarrides. Dans le Vaucluse, elle coule au nord-ouest du mont Ventoux et au nord des Dentelles de Montmirail pour passer à Vaison-la-Romaine. Après Vaison, elle coule dans une plaine assez humide située entre Rasteau et Sorgues. L'Ouvèze rejoint le Rhône en passant à l'ouest de Sorgues face à l'île de la Barthelasse.

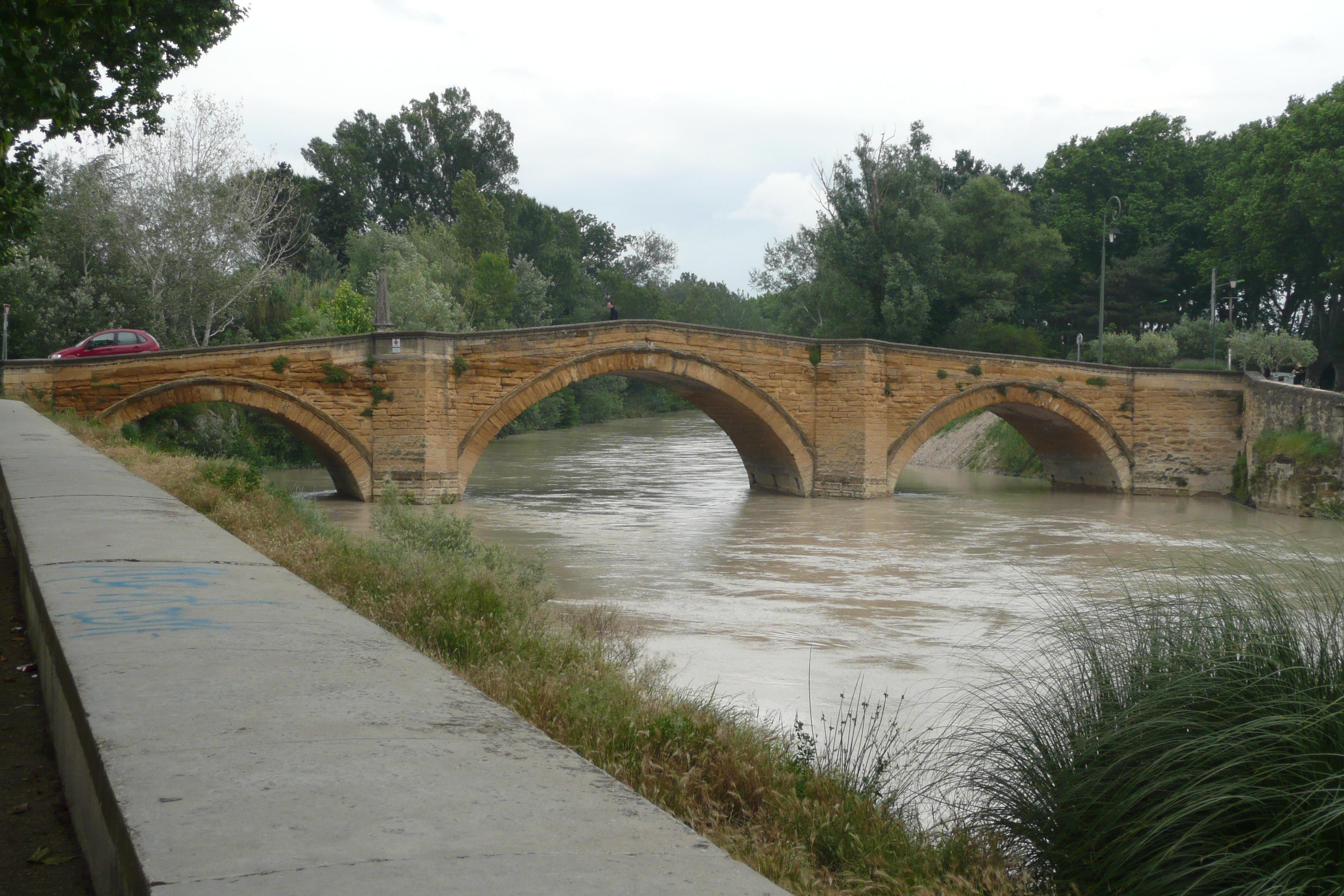
L'Ouvèze avec une hauteur de 2 mètres soit 89 m3/s le 31 mai 2008 à Bédarrides.

L'Ouvèze présente des fluctuations saisonnières de débit assez importantes, avec des hautes eaux d'hiver et de printemps portant le débit mensuel moyen à un niveau allant de 7,11 à 10,0 m3/s, de novembre à mai inclus (maximum en janvier), et des basses eaux d'été de juillet à septembre, avec une baisse du débit moyen mensuel jusqu'au niveau de 1,36 m3/s au mois d'août. D'autre part les crues peuvent être extrêmement importantes, voire dévastatrices. Le QIX 2 et le QIX 5 valent respectivement 159 et 266 m3/s. Le QIX 10 est de 337 m3/s.
Quant au QIX 20, il vaut 390 m3, tandis que le QIX 50 se monte à 470 m3/s.
Le débit instantané maximal enregistré a été d'environ 1 000 m3/s le 22 septembre 1992, tandis que la valeur journalière maximale était de 304 m3/s le 7 janvier 1994.

#### Groseau
Le Groseau est une « source vauclusienne » qui jaillit à Malaucène. Elle est, en importance, la seconde résurgence karstique du département de Vaucluse, après celle de la Fontaine de Vaucluse. Cette source donne son nom à une rivière qui se jette dans l'Ouvèze après avoir traversé les communes d'Entrechaux et du Crestet.

#### Calavon (Coulon)
Le Calavon qui prend sa source vers le village de Banon (Alpes-de-Haute-Provence) à 800 m d'altitude, forme la vallée du Calavon en passant par les villes d'Apt et Cavaillon ; 80 km plus bas, il se jette dans la Durance, près de Caumont. Il a creusé les spectaculaires gorges d'Oppedette ou canyon d'Oppedette. La longueur de son cours d'eau est de 88,3 km.
Venu de Provence où il porte le toponyme de Calavon, le cours d'eau change de nom pour devenir Coulon en arrivant dans la plaine du Comtat Venaissin, au village des Beaumettes, à proximité de l'endroit où se situait dans l'Antiquité la limite entre les territoires des peuples gaulois des Albiques — dans la montagne, vers Apt — et celle des Cavares — dans la plaine, vers Cavaillon. Les documents confirment l'évolution potentielle des deux dénominations puisque des vocables issus du bas latin : Aucalo, Causalo, Caudalio, on arrive à Caularo, au XIVe siècle, et à Caulaho, au XVe siècle.

### Climatologie
Le climat méditerranéen du Comtat est avant tout dépendant du mistral. Ce maître-vent, qui s'engouffre dans la vallée du Rhône, a d'abord déterminée une architecture agricole (parcelle cultivée séparée par des haies de cyprès orientées est/ouest) et une architecture rurale (maisons aux façades septentrionales aveugles).
Sa puissance ne laisse que douze jours de brume/an stagner dans la plaine et procure un ensoleillement de 2 600 à 2 700 heures/an. A contrario, les zones vertes (garrigues et forêts) possédant une végétation fragile, sujette aux incendies pendant l'été, il est recommandé à tous la plus grande prudence et le plus grand soin.
Autre influence du mistral : des précipitations rares, mais le plus souvent violentes. Le total annuel des pluies oscille entre 600 et 700 mm. Un seul orage peut déverser jusqu'à 200 mm d'eau. Le village d'Entrechaux reçut 300 mm de pluie dans la journée du 22 septembre 1992 ce qui provoqua les catastrophiques inondations de Vaison-la-Romaine et de la plaine du Comtat.

## Agriculture
La grande richesse de l'agriculture du Comtat l'a fait surnommer le Jardin de la France. L'importance de l'eau et de l'irrigation, l'intensivité des cultures, et l'insertion dans un marché international permettent d'affirmer que le Comtat a un système agraire de type huerta.

### Irrigation

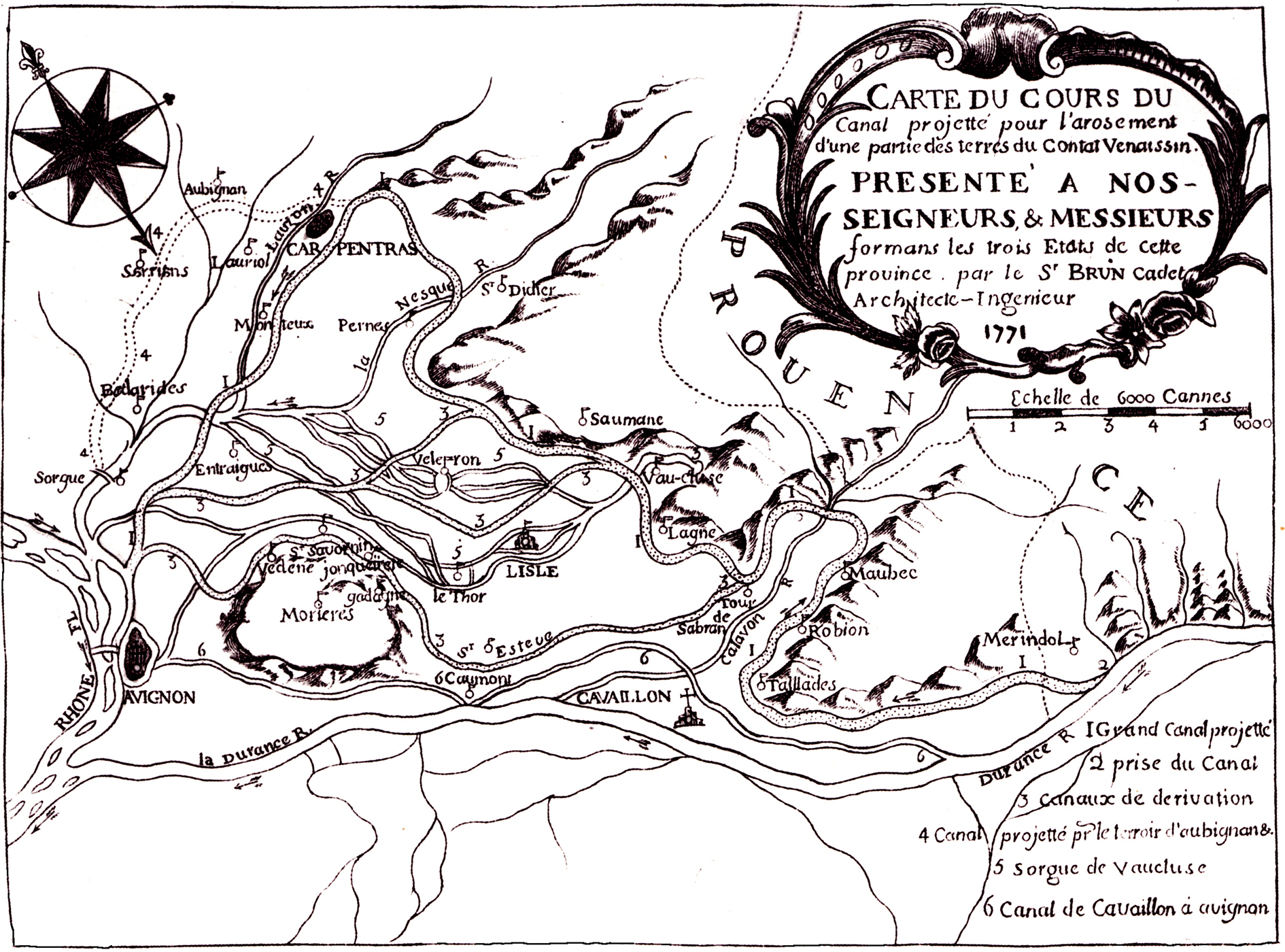
Carte de Brun cadet prévoyant « l'arrosement d'une partie des terres du Comtat Venaissin ».

Dans ce climat chaud et sec, l'irrigation des cultures devint rapidement une nécessité pour lutter contre la sécheresse. Deux rivières servirent à cet usage, la Sorgue et la Durance. Le plus ancien réseau d'irrigation fut mis en place dès le XIIe siècle avec le creusement du canal Saint-Julien qui captait les eaux de la Durance sur la commune actuelle de Cheval-Blanc. Les travaux entrepris au siècle suivant sur la Sorgue pour la canaliser jusque vers Avignon permirent d'irriguer de nouvelles terres. Ce ne fut pas suffisant puisque François Ier, le 11 décembre 1537, autorisa une nouvelle dérivation des eaux de la Durance à partir de Mérindol. Cette captation porte de nos jours le nom de « Vieux canal d'Oppède ».
Le XVIIIe siècle fut celui de toutes les audaces. Deux nouveaux réseaux furent mis en place avec le « Cabedan vieux » (1765) et le « Cabedan neuf » (1766). Peu après, en 1771, l'ingénieur architecte Brun cadet proposa la création d'un canal d'irrigation pour « l'arrosement d'une partie des terres du Comtat Venaissin » avec une nouvelle prise à Mérindol. Il cartographia son projet qui contournait le Luberon à Saint-Pierre (Cheval-Blanc), passait par les Taillades, Robion et Maubec puis traversait le Calavon pour aboutir à Avignon après avoir irrigué la plaine du Comtat vers Carpentras. C'est l'ancêtre du « canal de Carpentras ».

### Productions

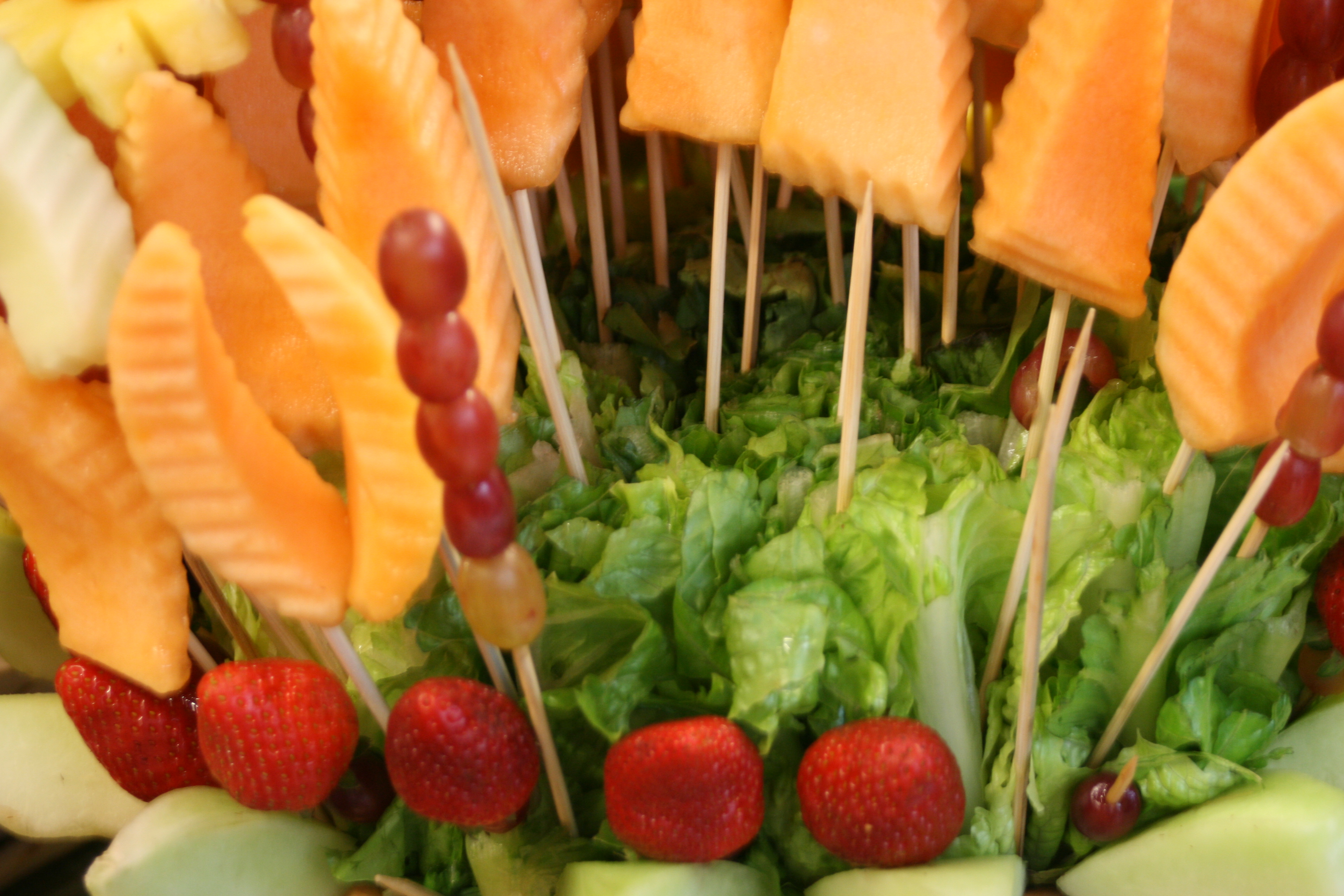
Tomates, fraises et melons de la plaine du Comtat Venaissin.

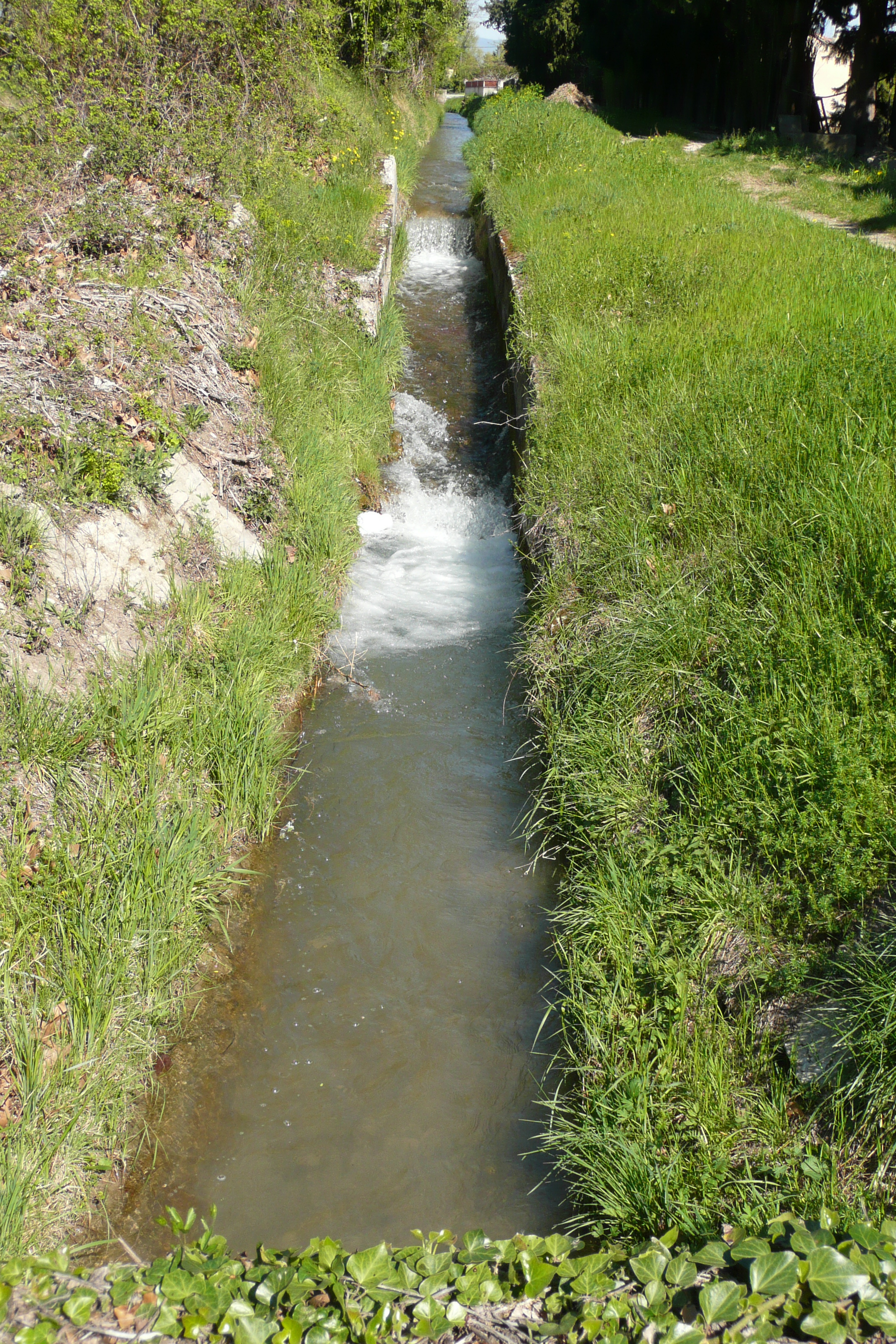
Petit canal d'irrigation (filiole) à Monteux.

Cette plaine de maraîchage, grâce à l'irrigation produisait dès le XIIe siècle des choux,  des raves, des pois chiches et des fèves. Un siècle plus tard, la mise en place du canal de Vaucluse par la canalisation de la Sorgue augmenta son potentiel de production.
La venue des papes dans le Comtat puis leur installation à Avignon bouleversa les habitudes alimentaires. Nous avons vu que la plaine comtadine devint le grenier à blé pontifical. Mais les zones irriguées virent, à partir du XIVe siècle l'apparition de nouvelles variétés dont la salade, les artichauts et le melon. Une première culture industrielle se mit en place avec le mûrier pour la nourriture du ver à soie et le développement de la sériciculture.
Contrairement à une idée reçue les papes ne firent pas couvrir le Comtat de vignobles. Seules les terrasses furent consacrées exclusivement à la culture de la vigne.
Les vergers d'oliviers servaient le plus souvent de support à la vigne menée en hautain. Un acte de vente dans la région de Carpentras signale à cette période « un verger d'oliviers dans lequel est planté une vigne de douze journaux ». Mais déjà est sélectionnée la verdale variété d'olive qui est toujours cultivée autour de Beaumes-de-Venise et de Malemort-du-Comtat.
Le XVIe siècle vit apparaître la tomate venue des Amériques ainsi que les haricots. Deux siècles plus tard, en 1763, Jean Althen Hovhannès Althounian, un Arménien implantait la garance qui allait faire la richesse du Comtat pendant près de deux cents ans.
Le XIXe siècle fut marqué par des catastrophes. En dépit de l'intervention sur place de Louis Pasteur, la maladie de la pébrine eut raison du ver à soie à partir de 1862, le phylloxéra ravagea le vignoble dès 1868 et un produit chimique, l'alizarine, remplaça la garance.
La création du Vaucluse et la rupture des liens commerciaux du Comtat avec les États pontificaux posa un problème de reconnaissance et de notoriété pour les vins de ce nouveau département français. Une soixantaine d'années plus tard, Bercy, qui devenait alors la grande place du négoce des vins, chercha à répertorier les grands vins sur tout le territoire national.
Achille Larive, fondateur et directeur du Moniteur Vinicole, le Journal de Bercy, en 1856, dès sa première année de parution, lança un « appel aux propriétaires de crus ignorés ». Un lecteur du Vaucluse lui répondit : « Nos vignobles, égaux et supérieurs en qualité à tant d'autres auxquels la routine a donné une aura, n'ont pas été appréciés autant qu'ils le mériteraient… En l'état actuel nos vins sont livrés sous un pseudonyme plus ou moins brillant : vins d'Espagne, de Narbonne, de Saint-Gilles, etc., leur origine se cache sous une estampille d'emprunt ».

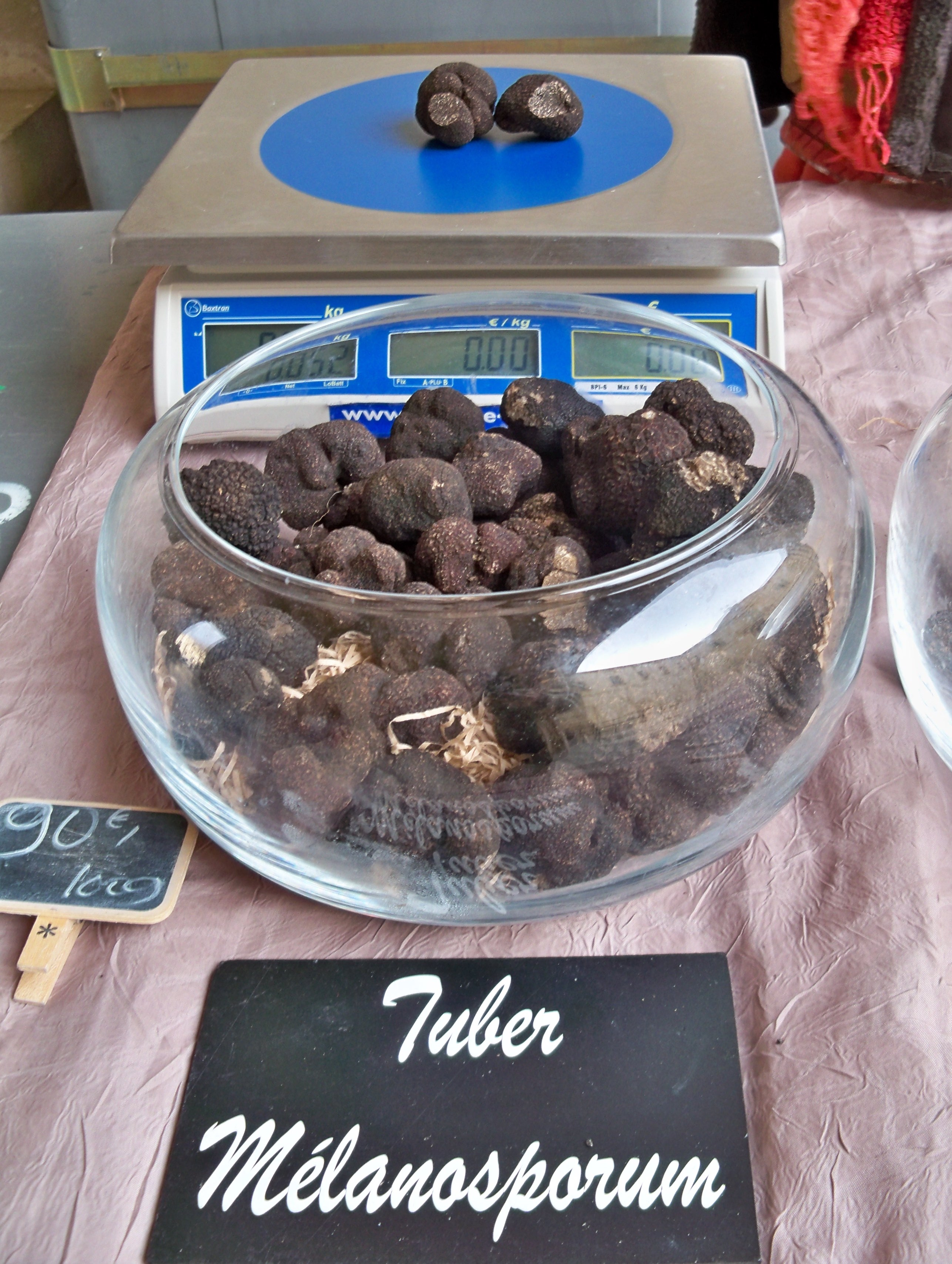
Truffes à Carpentras.

La mise en place, en dépit de nombreuses réticences, de la ligne de chemin de fer Lyon-Marseille, en 1857, puis du PLM confirma l'agriculture du Comtat dans sa vocation maraîchère et fruitière puis viniviticole. D'autant qu'un nouveau produit gastronomique partit à la conquête de la capitale, la truffe du Comtat. C'est à Richerenches et à Carpentras, que se tiennent les deux plus importants marchés aux truffes du monde. Entre Ventoux et Tricastin, est récoltée 80 % de la truffe française. C'est la règle des 2/3 : la France produit les 2/3 de la truffe mondiale, le Vaucluse produit les 2/3 de la truffe française et le Comtat Venaissin produit les 2/3 de la truffe de Vaucluse. C'est un Carpentrassien Auguste Rousseau (1808-1894), issu d'une ancienne famille notable de la ville, qui, au XIXe siècle codifia la trufficulture et promu le développement de truffières dites artificielles (c'est-à-dire des plantations de chênes verts et de chênes blancs, pour l'essentiel), les truffières naturelles étant peu productives. Il le fit en particulier, à grande échelle, dans les diverses propriétés familiales au quartier du Pous du Plan à Carpentras, au quartier de Saint-Donat à Mazan et à Saumane. Ses efforts furent couronnés de succès et illustrés par de nombreuses récompenses, médailles d'or aux Expositions universelles. Dans son sillage, beaucoup d'agriculteurs vauclusiens, drômois, gardois et des Alpes de Haute-Provence tirèrent un profit rapide de la conversion de terres qui ne pouvaient être servies par les nouveaux canaux d'irrigation et furent ainsi transformées en truffières. Auguste Rousseau créa en 1833 son entreprise de transformation de truffes puis d'autres produits agricoles (conserves de fruits, de tomates…) qui fut active, avec différents membres de la même famille, jusqu'en 1970.
Le réseau d'irrigation était tel grâce aux « filioles » qui canalisaient l'eau jusqu'au moindre champ que les premiers « primeurs » de fruits et légumes purent inonder Paris à partir de la gare de Cavaillon. C'est de cette époque que date la flatteuse réputation du melon de Cavaillon, si cher à Alexandre Dumas et le poétique axiome de Léon De Fos : « Les vers, le melon et le vin sont trois choses qui supportent difficilement le médiocre ».

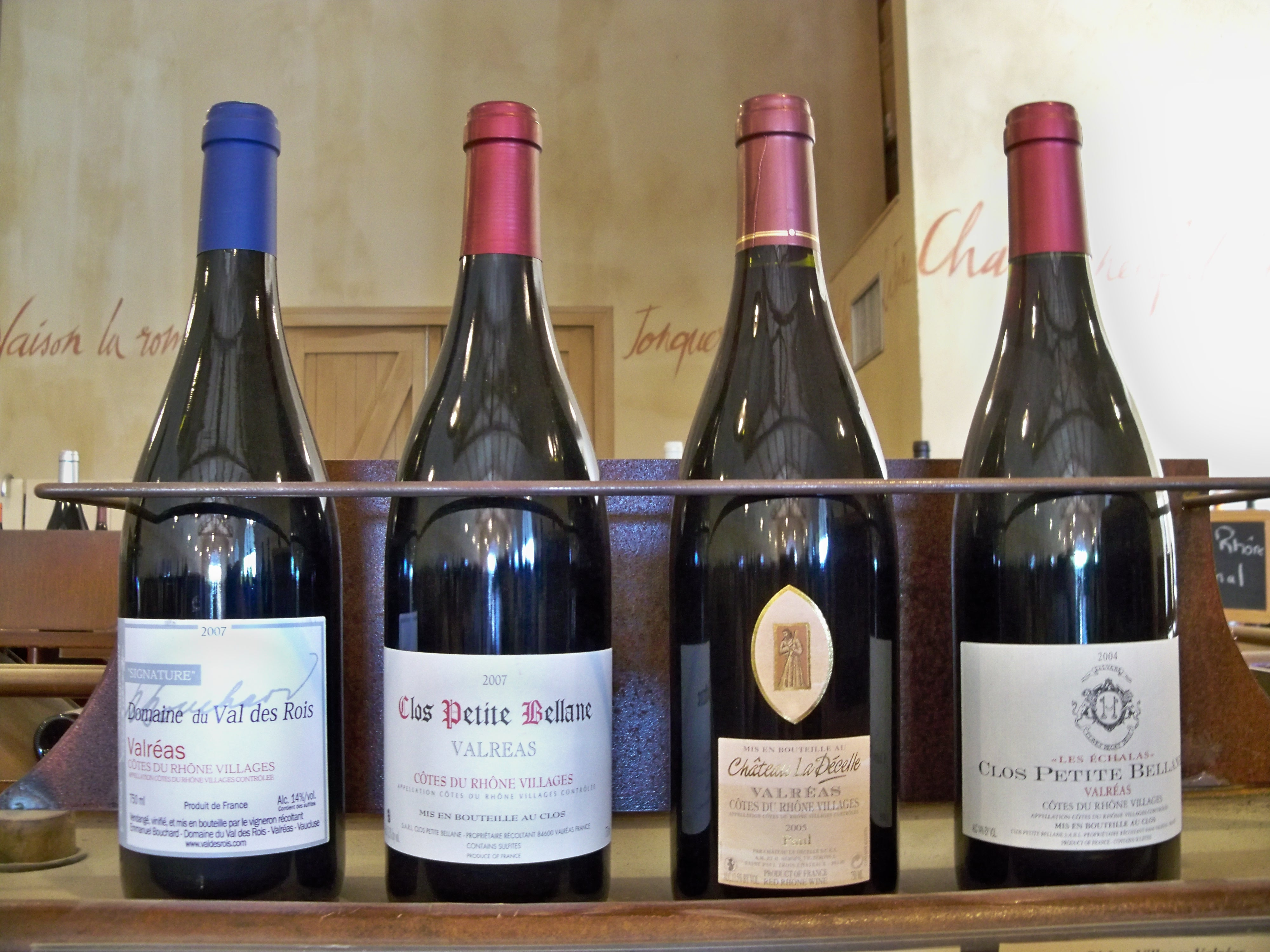
Côtes-du-rhône villages Valréas.

La plaine du Comtat — le nom est resté pour sa production agricole — est au premier rang en France pour la production en plein champ ou en serres des pommes, cerises (bouche ou industrie), raisins de table, tomates et melons. Elle arrive au second rang pour ses poires, fraises, asperges, courgettes, aulx et oignons.
Les agriculteurs rapatriés d'Algérie, en dépit de leur faible pourcentage, par leur dynamisme et leur conception « moderniste » de l'agriculture ont eu sur le milieu rural local une influence décisive. Dans la plaine du Comtat, ils ont été généralement à l'initiative de la culture sous serre et de la plasticulture. Dans les zones viticoles, ils furent parmi les premiers à utiliser la « maîtrise des températures en vinification » (ruissellement d'eau sur les cuves puis pompes à chaleur). Aujourd'hui, ce sont des cultivateurs d'origine marocaine qui permettent de maintenir le dynamisme agricole du Comtat confronté à des phénomènes de déprise agricole et de mitage résidentiel.
Les vins AOC, avec en tête le châteauneuf-du-pape, vin historiquement originaire de l'État d'Avignon, ont comme fleurons le vacqueyras, le gigondas, le beaumes-de-venise, le cairanne ainsi que les VDN de Rasteau et Beaumes-de-Venise. À cette production prestigieuse s'ajoutent les côtes-du-rhône-villages dont ceux portant un nom de commune ou de lieu-dit : Visan, Sablet, Séguret, Roaix, Puyméras, Valréas, Plan-de-Dieu, massif d'Uchaux, ainsi que les vignobles des ventoux (AOC) et luberon (AOC).

## Industrie

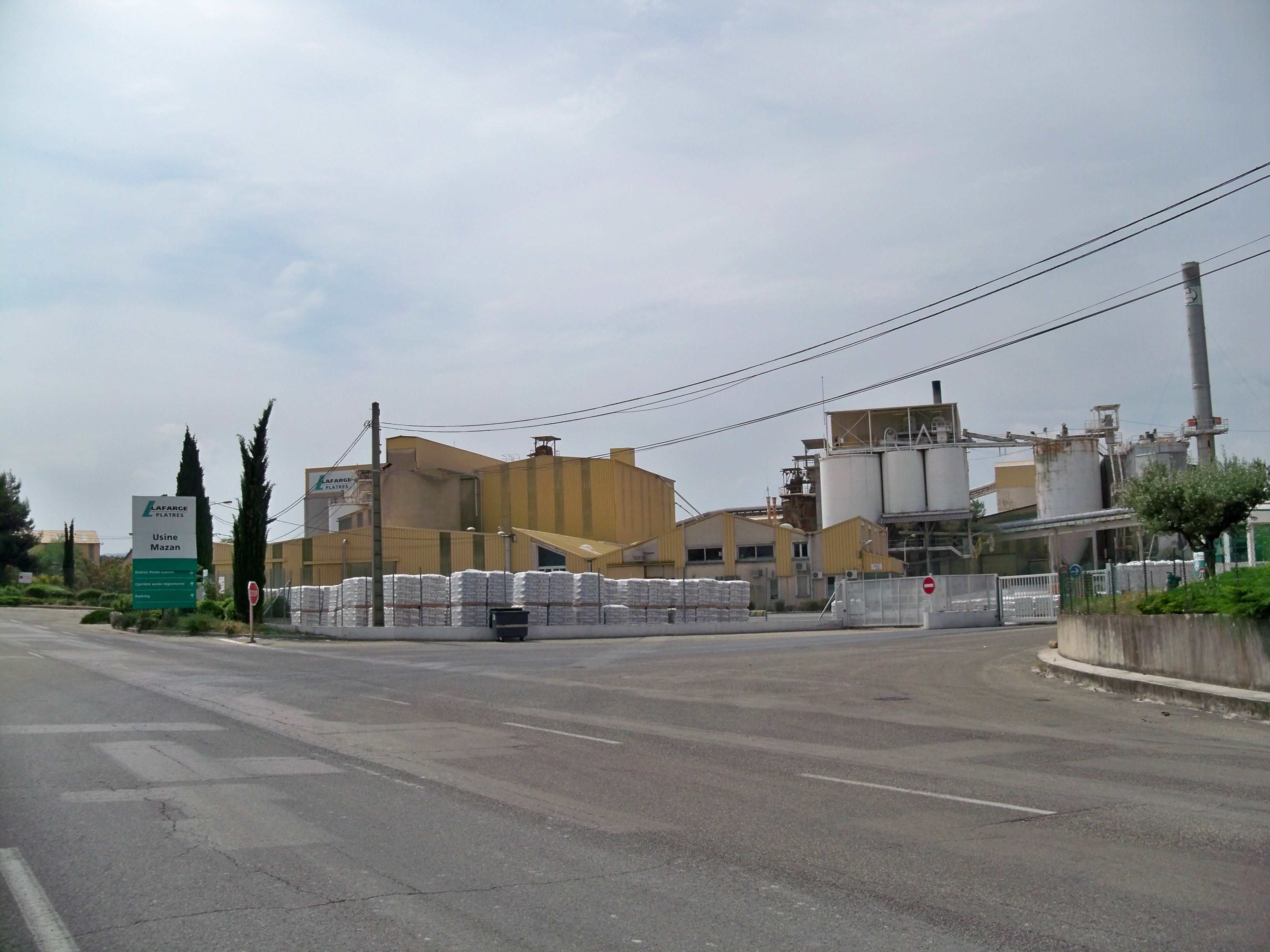
Entrée de l'usine Lafarge à Mazan.

Les manufactures du Comtat se sont toutes développées avant la révolution industrielle. Elles ont essentiellement utilisé l'eau comme force motrice. Celle de la Sorgue d'abord avec une série de moulins à farine et à foulon installés depuis la fontaine de Vaucluse jusqu'aux portes d'Avignon en passant par l'Isle-sur-la-Sorgue. S'y ajoutèrent rapidement les papeteries à Fontaine-de-Vaucluse et à Malaucène avec utilisation de la force motrice de la source vauclusienne du Groseau.
La transformation du cuir fut importante à Carpentras (quartier des Tanneries) le long des berges de l'Auzon.
L'extraction de l'argile (briqueteries à Bollène), de l'ocre (entre Mormoiron et Villes-sur-Auzon) et du gypse à Mazan ne prit son importance qu'à l'aube du XVIIIe siècle. Plus significative fut l'extraction de la pierre de taille dans les carrières de Beaumont-du-Ventoux, Saint-Didier et les Taillades.
Il est à souligner que l'art des carriers s'exerça aussi au service de la viticulture dans les monts de Vaucluse avec le creusement de cuves vinaires rupestres essentiellement à Venasque, Le Beaucet, Saint-Didier, Fontaine-de-Vaucluse, Saumane, Cabrières-d'Avignon et Lagnes.
De nos jours l'ancien Comtat Venaissin, pour la transformation de sa production agricole, a attiré nombre d'industries agroalimentaires ainsi que des industries connexes comme la ferblanterie, la caisserie et la papeterie.

## Coutumes et traditions
Le Comtat Venaissin est détenteur d'une culture qui tout en le rattachant aux traditions provençales, s'en distingue aussi.
Le costume traditionnel du Comtat qui se portait au XIXe siècle comporte notamment une coiffe dite à la phrygienne ou « à la grecque ».
Certaines recettes sont également typiques du Comtat comme le brassadeau, appelé encore échaudé, pâtisserie aux œufs que l'on ne trouve que dans les temps de Pâques.

## Distinctions
Trois villages du Comtat sont classés en Plus beaux villages de France : Ménerbes, Séguret et Venasque.
Le pays de Carpentras et du Comtat Venaissin est classé Pays d'Art et d'Histoire.